# Lady Gaga
Stefani Joanne Angelina Germanotta (Nueva York, 28 de marzo de 1986), conocida por su nombre artístico Lady Gaga, es una cantante, compositora, productora, bailarina, actriz, activista y diseñadora de moda estadounidense. Nacida y criada en la ciudad de Nueva York, estudió en la escuela Convent of the Sacred Heart y asistió por un tiempo breve a la Tisch School of the Arts, perteneciente a la Universidad de Nueva York, hasta que abandonó sus estudios para enfocarse en su carrera musical. Fue así como irrumpió en la escena del rock en el Lower East Side de Manhattan y firmó un contrato con Streamline Records a finales de 2007. En la época en que trabajaba como compositora para dicha discográfica, su voz llamó la atención del artista Akon, quien la hizo firmar un contrato con Kon Live Distribution.
Gaga adquirió fama como artista tras el lanzamiento de su álbum debut, The Fame (2008), que incluye los sencillos «Just Dance», «Poker Face», «LoveGame» y «Paparazzi». El disco tuvo éxito comercial —llegó al primer lugar en numerosas listas de éxitos— y buenas críticas. Tras comenzar su gira The Fame Ball Tour, lanzó el EP The Fame Monster (2009), que contiene las canciones «Bad Romance», «Telephone» y «Alejandro». Su éxito le permitió realizar su gira The Monster Ball Tour, considerada como una de las series de conciertos con mayor recaudación en la historia de la industria musical. Su siguiente álbum, Born This Way (2011), llegó al primer lugar de varias listas de ventas y contiene sencillos como «Born This Way», «Judas», «The Edge of Glory», «Yoü and I» y «Bloody Mary». El álbum fue promocionado con su gira Born This Way Ball Tour, donde la artista se presentó en distintos estadios de todo el mundo. Tras una lesión en la cadera que la forzó a cancelar la gira, la artista se tomó un descanso y posteriormente lanzó su tercer álbum de estudio, Artpop (2013), que se convirtió en su segundo álbum número uno en Estados Unidos y contiene las canciones «Applause» y «Do What U Want». Su cuarto álbum de estudio fue Cheek to Cheek (2014), un álbum de jazz en colaboración con Tony Bennett que se convirtió en su tercer álbum número uno en Estados Unidos.
Después de culminar la promoción de Cheek to Cheek, Gaga hizo su debut en la televisión protagonizando la quinta temporada de la serie American Horror Story, subtitulada Hotel. Meses más tarde, publicó su quinto álbum de estudio, Joanne (2016), que incluye el tema «Million Reasons». El disco continuó con su racha de números uno en los Estados Unidos y fue promocionado con el documental Gaga: Five Foot Two (2017), una actuación en el Super Bowl LI y su gira Joanne World Tour, la cual debió cancelar a causa de su fibromialgia. En 2018, Gaga debutó en el cine en la película A Star Is Born, la cual fue un éxito en crítica y taquilla. La banda sonora del filme, que contiene los temas «Shallow», «Always Remember Us This Way» y «I'll Never Love Again», también logró vasto éxito en ventas. Poco después, inició su residencia de conciertos Enigma en Las Vegas. Posteriormente, lanzó su sexto álbum de estudio, Chromatica (2020), que recibió elogios de la crítica y alcanzó la cima en los conteos semanales de varios países. Del disco se lanzaron como sencillos «Stupid Love» y «Rain on Me», ambos comercialmente exitosos. En 2021 y 2024 interpretó a Patrizia Reggiani (House of Gucci) y Harley Quinn (Joker: Folie à Deux), respectivamente, ambas actuaciones bien recibidas por la crítica. Como parte de la promoción de su octavo álbum de estudio Mayhem, lanzado el 7 de marzo de 2025, Gaga presentó los sencillos «Die with a Smile», «Disease» y «Abracadabra», que marcaron su regreso al pop con gran repercusión crítica y comercial. La campaña incluyó una serie de conciertos, entre ellos Mayhem on the Beach, un recital gratuito en la playa de Copacabana que reunió a más de 2.5 millones de personas, convirtiéndose en el concierto más multitudinario de su carrera y el mayor realizado por una artista femenina.
Influenciada por varias personalidades, Gaga es reconocida por su sentido estético cambiante y extravagante con respecto a la música, la moda, las presentaciones en directo y los vídeos musicales. Hacia febrero de 2017, había vendido 31 millones de álbumes y 150 millones de sencillos, de los cuales algunos figuran entre los más vendidos en el mundo. Entre sus reconocimientos están catorce premios Grammy, diez Billboard Music Awards, tres premios Brit, dieciocho MTV Video Music Awards y un lugar dentro del Salón de la Fama de los Compositores, así como un Óscar, dos Globos de Oro, un BAFTA y dos nominaciones al Emmy. Figuró consecutivamente como «artista del año» en la revista Billboard y en el cuarto puesto de la lista de VH1 de las «Cien mujeres más grandes de la música», así como en otras listas elaboradas por la revista Forbes y Time, donde la consideran asimismo como una de las personas más influyentes del mundo. Billboard la ubicó en la quinta posición de su lista de «los artistas pop más grandes del siglo XXI». Es la fundadora de la empresa de cosméticos y perfumes Haus Laboratories, con la cual lanzó su línea de maquillaje y las fragancias Fame y Eau de Gaga. Más allá de su carrera como artista, Gaga también se dedica a causas humanitarias y al activismo en favor de la comunidad LGBT.

## Biografía y carrera artística

### 1986-2003: primeros años de vida
Stefani Joanne Angelina Germanotta nació el 28 de marzo de 1986 en Lenox Hill (Manhattan), en la ciudad de Nueva York. Fue la primera hija del matrimonio conformado por Joseph Anthony Germanotta, un empresario de internet, y Cynthia Louise Bissett. Tiene una hermana llamada Natali Veronica, nacida en 1992. Posee ascendencia italiana y, de forma más distante, franco-canadiense; su abuelo paterno provenía de Naso, Sicilia, y se trasladó a Nueva York en 1908. Es zurda; comenzó a tocar el piano a los cuatro años de edad, y a los trece compuso su primera balada. Al año siguiente, empezó a presentarse en noches de micrófono abierto. Sobre su afición a la música, comentó:

«No sé exactamente de dónde salió mi afinidad por la música. Pero es lo que más fácil me sale. Mi mamá siempre cuenta la historia bochornosa de que cuando tenía tres o incluso menos años, me ayudaba a subir al piano y tocaba las teclas. Supongo que le dijo a mi papá: “Tiene que estudiar piano”. Empecé a tomar clases con una mujer increíble, era grandiosa, es una gran amiga. Era muy buena [tocando] el piano, así que mis primeros instintos fueron trabajar muy duro practicando. Para Navidad, mi padre me dio un cancionero de Bruce Springsteen y allí estaba “Thunder Road”, que es mi canción favorita de Bruce. Y mi papá dijo: “Si aprendes a tocar esta canción, pediremos un préstamo para comprar un piano de cola”. Fue lo más difícil para mí. Normalmente tocaba piezas de quince páginas y ahora, había una canción de Bruce Springsteen. Abrí el libro y había acordes de guitarras, era muy confuso, no lo entendía. Así que empecé a leer el cancionero y finalmente lo pude hacer».

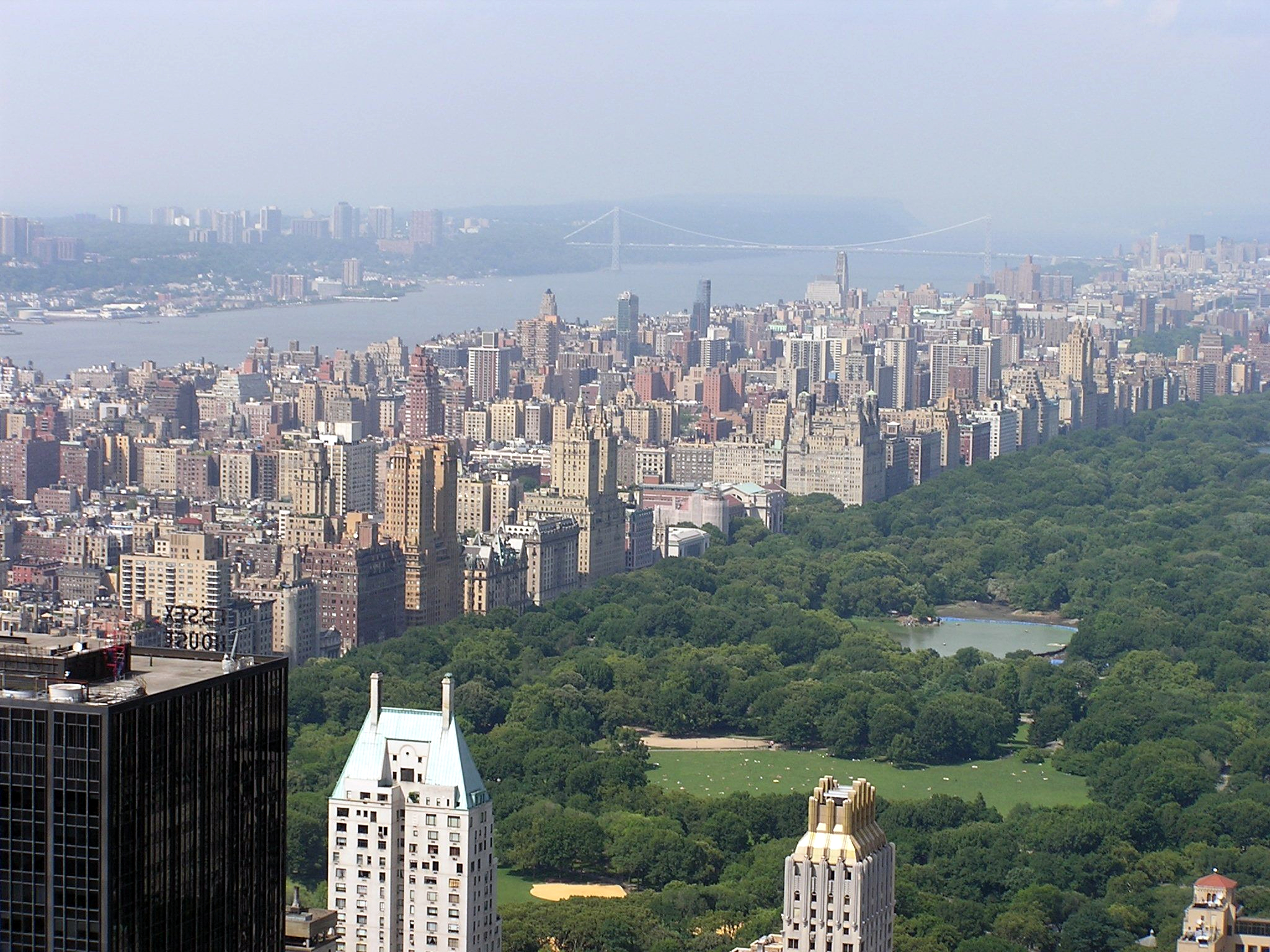
El Upper West Side de Manhattan, donde Lady Gaga se crio, ha inspirado algunas de sus canciones.

Criada como católica en el Upper West Side en Manhattan, antes de que la familia se mudara de ahí en 1993, Gaga asistió desde que tenía once años al Convento del Sagrado Corazón, una escuela católica privada de mujeres ubicada en dicha zona. Pese a la opulencia del Upper West Side, Gaga recalcó que no provenía de un contexto de riqueza y comentó sobre sus padres que «ambos provienen de familias de clase baja, así que hemos trabajado por todo. Mi madre trabajaba de ocho a ocho fuera de casa en telecomunicaciones, lo mismo que mi padre». Se describió a sí misma en su vida académica en su high school como «muy dedicada, muy estudiosa, muy disciplinada», pero también «un poco insegura»; como afirmó en una entrevista: «Solían burlarse de mí por ser demasiado provocativa o demasiado excéntrica, así que comencé a regularlo. No encajaba, me sentía como una anormal». Sus conocidos debaten si ella no encajaba en la escuela. Un antiguo compañero de colegio comentó: «Tenía un grupo cerrado de amigos; era buena alumna. Le encantaban los muchachos, pero cantar era lo número uno».
Actriz entusiasta en los musicales escolares, Gaga encarnó a la protagonista Adelaide en Guys and Dolls y Philia en A Funny Thing Happened on the Way to the Forum. Además, interpretó un papel pequeño de una compañera de colegio traviesa en la serie de televisión dramática Los Soprano en un episodio de 2001 titulado «The Telltale Moozadell». A los 16 años comenzó a cantar y actuar frente a un público en directo y realizó audiciones carentes de éxito para obtener papeles en espectáculos de Nueva York. Cuando finalizó su estadía en el Convent of the Sacred Heart, su madre le sugirió que aplicara en la Universidad de Nueva York para estudiar teatro e interpretación, específicamente en el Collaborative Arts Project 21 (CAP21), una facultad de la Tisch School of the Arts. Durante esos años Gaga comenzó a padecer trastornos alimenticios como anorexia y bulimia.
A los diecisiete años, Gaga fue admitida y comenzó a vivir en una residencia para estudiantes en la 11th Street. Allí estudió música y escribió ensayos y monografías analíticas centrados en temas como el arte, la religión, temas sociales y política. Gaga escribió una tesis sobre los artistas del pop Spencer Tunick y Damien Hirst, una investigación que, en sus propias palabras, la preparó para su futura carrera centrada en «la música, el arte, el sexo y la fama». Gaga consideraba que era más creativa que algunos de sus compañeros y afirmó: «Una vez que aprendes cómo pensar acerca del arte, puedes enseñarte a ti mismo». En un curso de interpretación, realizó audiciones exitosas durante su estadía en CAP21 para obtener papeles como el de una desprevenida comensal en una cena en la que se estaba filmando el reality show de MTV Boiling Points. Sin embargo, hacia el segundo semestre de su segundo año allí, dejó la universidad para dedicarse a su carrera musical. Su padre estuvo de acuerdo en pagar su alquiler durante un año, con la condición de que regresara a Tisch si no tenía éxito. La cantante afirmó al respecto: «Abandoné a mi familia entera, conseguí el departamento más barato que pude encontrar y comí mierda hasta que alguien me escuchara».
En una entrevista de 2014, Gaga dijo que había sido violada a los 19 años, por lo que luego se sometió a terapia mental y física. Tiene trastorno de estrés postraumático (TEPT) que atribuye al incidente y el apoyo de médicos, familiares y amigos a su ayuda. Más tarde, Gaga dio detalles adicionales sobre la violación, incluido que «la persona que me violó me dejó embarazada en una esquina de la casa de mis padres porque estaba vomitando y enferma. Porque había estado siendo [sic] abusada. Estaba encerrada en un estudio durante meses».

### 2004-2007: inicios de su carrera

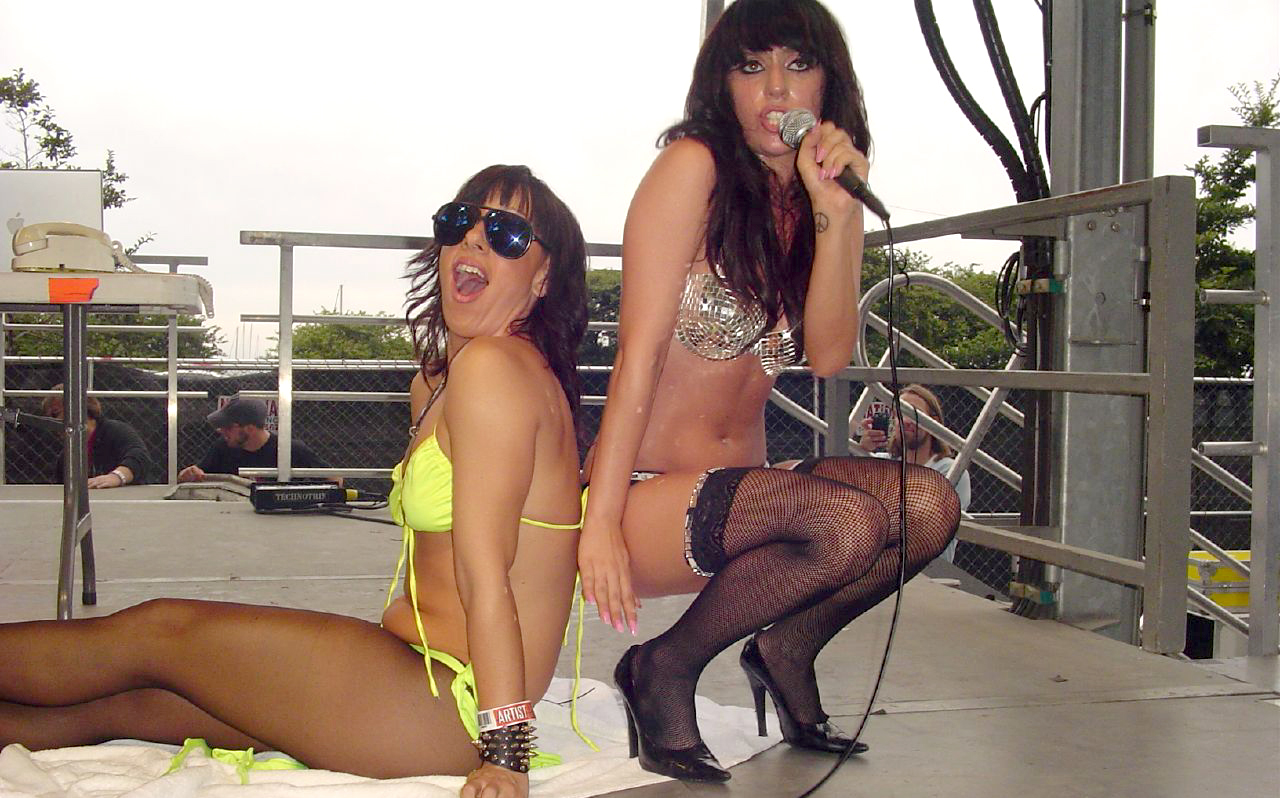
Lady Gaga (derecha) junto a Lady Starlight (izquierda) en el festival Lollapalooza de 2007.

Gaga abandonó la CAP21 a los diecinueve, en el último semestre de su segundo año allí y decidió centrarse en su carrera musical. Instalada en un pequeño apartamento ubicado en la calle Rivington Street hacia el verano de 2005, Gaga grabó un par de canciones con el cantante de hip hop Melle Mel para un libro de audio que acompañaba un cuento infantil llamado The Portal in the Park, escrito por Cricket Casey. En septiembre de 2005 formó una banda llamada Stefani Germanotta Band, también conocida como SGBand, con algunos de sus amigos de la universidad de Nueva York. Estaba compuesta por Calvin Pia como guitarrista, Eli Silverman como bajista y Alex Beckham como baterista. La banda interpretaba diversas canciones; algunas escritas por ellos y otras pertenecientes a otros artistas, como «D'yer Mak'er» de Led Zeppelin. Al tocar en bares como The Bitter End en Greenwich Village y Mercury Lounge en Lower East Side, la banda ganó una pequeña base de seguidores y llamaron la atención del productor musical Joe Vulpis. Poco después de concertar citas en su estudio en los meses siguientes, la banda vendió sus EP Words y Red and Blue (2005) en presentaciones en Nueva York y se convirtió en un exponente de la escena nocturna del corazón del Lower East Side.
El grupo alcanzó la cima de su carrera en el espectáculo de 2006 del Salón de la Fama de los Compositores que tuvo lugar en The Cutting Room en junio. Allí el grupo conoció a la música Wendy Starland, que era la cazatalentos del productor Rob Fusari. Starland puso al tanto del talento de Gaga a Fusari y se puso en contacto con ella, dado que buscaba una cantante para formar una nueva banda. Cuando SGBand se disolvió, Gaga comenzó a viajar a diario a Nueva Jersey para trabajar en canciones que ya había compuesto y crear nuevo material con el productor. Mientras colaboraban, Fusari comparó sus armonías vocales con las de Freddie Mercury, cantante de la banda Queen. Además, fue quien ayudó a la cantante a crear el nombre artístico «Lady Gaga», originado en la canción «Radio Ga Ga» de Queen. La artista estaba pensando un seudónimo, cuando recibió un mensaje de texto del productor que decía «Lady Gaga». Luego, mencionó: «Todos los días, cuando Stef llegaba al estudio, en vez de decirle “hola”, empezaba a cantar “Radio Ga Ga”; era su canción de entrada». También aclaró más tarde que el mensaje de texto fue un error causado por una aplicación de texto predictivo, que cambió automáticamente radio por lady. La cantante respondió: «Eso es» y pidió: «No vuelvan a llamarme Stefani». Sin embargo, el periódico The New York Post afirmó que la historia es falsa y argumentó que el alias es el resultado de una estrategia de marketing.
Aunque la relación musical entre Fusari y Gaga no tuvo éxito en un primer momento, la pareja pronto creó una asociación llamada Team Lovechild, en la cual grabaron y produjeron canciones de electro-pop para enviárselas a personas importantes de la industria musical. Joshua Sarubin, el jefe de A&R y Def Jam Recordings dio una respuesta positiva y abogó por que la compañía le diera una oportunidad a sus actuaciones «infrecuentes y provocativas». Tras que su gerente, Antonio «L.A.» Reid, accediera, Gaga firmó con Def Jam en septiembre de 2006, con la intención de terminar un álbum en nueve meses. Sin embargo, fue despedida tres meses después; en este período desafortunado de su vida se inspiraría luego el video de su sencillo de 2011 «Marry the Night». Devastada por la situación, la cantante regresó para Navidad a su hogar familiar y a la cultura de la vida nocturna de Lower East Side.

Gaga cantando en un bar en 2008.

Fascinada con algunas muestras del nuevo burlesque, Gaga comenzó a bailar gogó en bares con poco más que un bikini. Además de eso, comenzó a experimentar con drogas mientras realizaba muchos espectáculos. Su padre, sin embargo, no entendía la razón detrás de dicha práctica y no pudo mirarla fijamente a la cara durante varios meses. Al respecto, la cantante declaró que «estaba en el escenario en ojotas, con unos flecos colgando sobre mi trasero que creía que lo tapaban, quemando aerosoles de laca, bailando gogó con [música de] Black Sabbath y cantando canciones sobre el sexo oral. Los chicos gritarían y festejarían y luego iríamos todos a tomar una cerveza. Esto representaba la libertad para mí. Fui a una escuela católica, pero fue en la clandestinidad de Nueva York donde me encontré a mí misma». Fue en ese entonces cuando inició una relación amorosa con un baterista de heavy metal y comparó su ruptura con un diálogo del musical Grease: «Yo era su Sandy, él era mi Danny y simplemente cortamos». Luego, este amante se convirtió en una inspiración para canciones posteriores.
En este período, la cantante conoció a la artista Lady Starlight, quien la ayudó a crear su imagen en el escenario. Starlight explicó que, tras su primera reunión, Gaga quería presentarse en vivo con Starlight para cantar las canciones grabadas por Fusari. De esta forma, el dúo comenzó a hacer presentaciones bajo el nombre de «Lady Gaga and the Starlight Revue» en clubes como Mercury Lounge, The Bitter End y el Rockwood Music Hall. La actuación se presentaba como «el último espectáculo increíble y explosivo de burlesque» y era un tributo de estilo low-fi a los espectáculos de variedades de la década de 1970. Poco después, fueron invitadas a tocar en el festival Lollapalooza, que tuvo lugar el 3 y 5 de agosto de 2007. El concierto fue elogiado por la crítica y recibió reseñas positivas. Tras haberse centrado inicialmente en el vanguardismo de la música electrónica y el dance, Gaga encontró su nicho musical cuando comenzó a incorporar elementos del pop y del glam rock de David Bowie y Queen en su música.
Al principio se comparaba mucho a Gaga con la cantante Christina Aguilera, dado que poseían el mismo estilo. De hecho, ella misma mencionó varias veces que gracias a las comparaciones con esta cantante se hizo famosa. Mientras Starlight y Gaga estaban haciendo sus presentaciones, el productor Rob Fusari continuó trabajando con las canciones hechas con la segunda. El productor envió su trabajo a su amigo Vincent Herbert, un productor y ejecutivo. Herbert rápidamente le hizo firmar un contrato para su sello Streamline Records, perteneciente a Interscope Records. Gaga afirmó que Herbert fue quien la descubrió y comentó al respecto que «realmente siento que hemos hecho historia [en el] pop y lo seguiremos haciendo». Luego de haber trabajado de compositora aprendiz en una pasantía en la Famous Music Publishing, adquirida más tarde por Sony/ATV Music Publishing, Gaga firmó un contrato como editora de música con Sony/ATV. Como resultado, se la contrató para escribir canciones para artistas como Britney Spears y compañeros de su sello discográfico como New Kids on the Block, Fergie y The Pussycat Dolls. En Interscope, el artista Akon reconoció su talento vocal cuando ella cantó una parte de uno de sus temas en el estudio. Más tarde, convenció al director ejecutivo y presidente de Interscope-Geffen-A&M, Jimmy Iovine, para que firme un contrato con su sello Kon Live Distribution y la llamó luego su «jugadora de franquicia».
Hacia fines de 2007, su mánager le presentó a un compositor y productor musical llamado Nadir «RedOne» Khayat, también perteneciente a Interscope. La primera canción que escribió con el productor fue «Boys, Boys, Boys», un mash-up de «Girls, Girls, Girls» de a Mötley Crüe y «T.N.T.» de AC/DC. Gaga continuó trabajando en el estudio con RedOne durante una semana para preparar su álbum debut. Mientras tanto, se incorporó al sello Cherrytree Records, perteneciente a Interscope y creado por el compositor y productor Martin Kierszenbaum. Con él compuso cuatro canciones para su primer disco, entre las que se encuentra el sencillo «Eh, Eh (Nothing Else I Can Say)». Pese a su seguridad en cuanto a los asuntos de grabación, confesó que existía cierto temor a que fuera demasiado «subida de tono», «orientada hacia el dance» y «underground» para el mercado del mainstream. Su respuesta a eso fue: «Mi nombre es Lady Gaga, estuve en la escena musical durante años y te digo, esto es lo que se viene».

### 2008-2010:The FameyThe Fame Monster

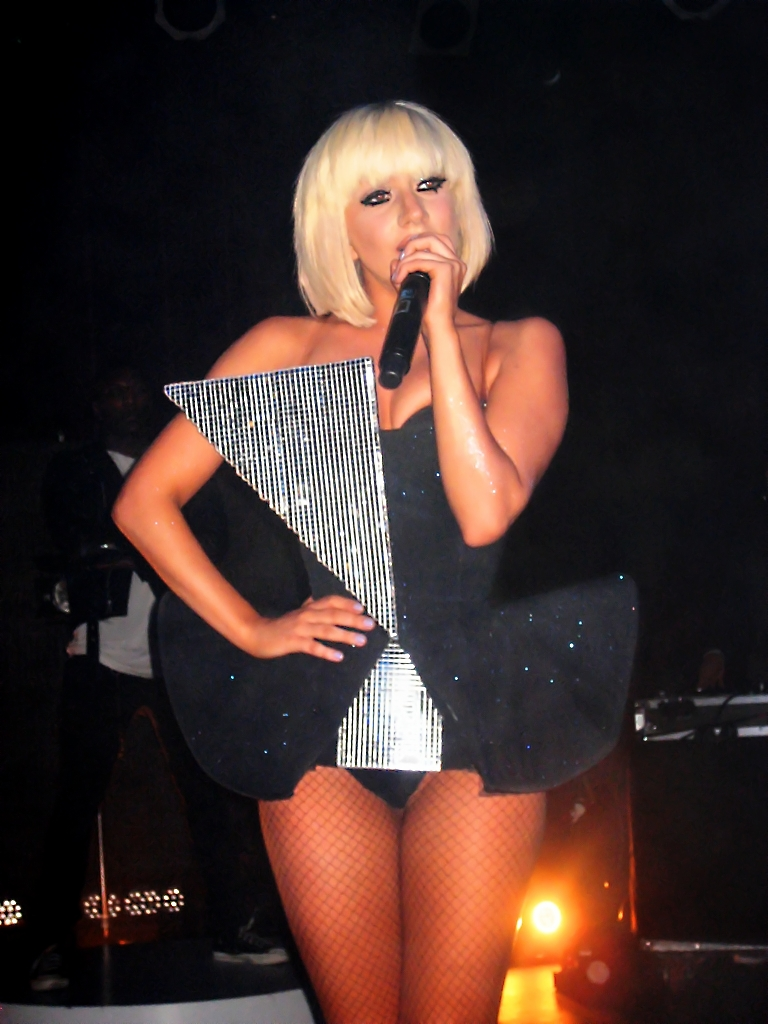
Gaga durante un concierto de The Fame Ball Tour en 2009.

Hacia 2008, Gaga se mudó a Los Ángeles con la finalidad de enfocarse más en el trabajo para terminar su álbum debut y organizar su propio equipo creativo, Haus of Gaga, basado en la Factory de Andy Warhol. The Fame se lanzó el 19 de agosto de 2008 y tuvo poca radiodifusión. Gaga lo promocionó a través de conciertos a lo largo de Europa y los Estados Unidos en discotecas gay pequeñas y fue también telonera en las presentaciones en dicho país de New Kids on the Block. Un «éxito durmiente», el sencillo «Just Dance» salió a la venta cuatro meses antes del lanzamiento del álbum, pero solo llegó a la cima de las listas internacionales en enero de 2009, lo que hizo que The Fame tuviese éxito inmediatamente. La canción estuvo nominada en los premios Grammy en la categoría de Mejor Grabación de Dance y se convirtió en uno de los sencillos más vendidos a nivel mundial de dicho año. Gaga tuvo un éxito enorme e inesperado con «Poker Face», otro «éxito durmiente», que alcanzó el primer puesto en la mayoría de las listas de éxitos a nivel mundial a principios de 2009. Esta canción ganó en la categoría de Mejor Grabación de Dance en la ceremonia de los premios Grammy de 2010 y estuvo nominada en las categorías de Canción del Año y Grabación del Año.
The Fame estuvo nominado en la categoría de Álbum del Año y ganó el premio al Mejor Álbum de dance/electrónica en la misma ceremonia. La crítica contemporánea elogió el álbum y lo describió como una exploración de la obsesión de Gaga con la fama y las complejidades de un estilo de vida donde esta y la riqueza juegan un papel importante. También resaltaron su combinación de géneros musicales y comentaron que el contenido del disco «va desde la batería de Def Leppard y aplausos hasta una batería de [heavy] metal en temas urbanos» y resaltaron su inspiración en el synthpop de la década de 1980 y la incorporación de música dance con ganchos melódicos definidos. The Fame llegó al primer lugar en Austria, Canadá, Alemania, Irlanda, Suiza y el Reino Unido, además de ingresar al top 5 en Australia, Estados Unidos y otros quince países. Además, estuvo en la cima de la lista Dance/Electronic Albums 106 semanas no consecutivas y, desde su lanzamiento, ha vendido más de doce millones de copias a nivel mundial. Debido al éxito del disco, Gaga recibió numerosos reconocimientos en 2009 y la revista Billboard la calificó como la «estrella en ascenso».
Por otra parte, Gaga fue la artista más nominada de los MTV Video Music Awards de dicho año con un total de nueve candidaturas, de las que ganó el premio a Mejor Artista Nuevo por el vídeo de «Poker Face», y Mejor Dirección Artística y Mejores Efectos Especiales por el video del sencillo «Paparazzi». También se presentó en el evento para cantar ambas canciones, en una actuación que mostró cómo la fama puede acabar con la vida de las celebridades y donde Gaga simuló desangrarse en el ojo público. La presentación recibió la aclamación por parte de la crítica, especialmente por su teatralidad y mensaje, y es comúnmente citada como una de las mejores en la historia del evento. Además de hacer de telonera de Pussycat Dolls en su Doll Domination Tour durante el primer semestre de 2009 en Europa y Oceanía, Gaga realizó una gira de seis meses titulada The Fame Ball Tour, que tuvo lugar entre marzo y septiembre de 2009 y fue elogiada por la crítica. The Fame también fue promocionado con los lanzamientos de los sencillos «LoveGame» y «Paparazzi», que lograron ingresar al top 10 en las listas de éxitos semanales de varios países, entre estos los Estados Unidos.
Durante sus viajes por el mundo compuso las canciones de The Fame Monster, un EP de ocho temas lanzado en noviembre de 2009. Cada canción, que habla sobre el lado oscuro de la fama desde la experiencia personal, posee alguna una metáfora sobre monstruos. Su sencillo principal, «Bad Romance» hizo que Gaga se convirtiera en la primera artista de la historia en tener tres sencillos —el mencionado, junto con «Just Dance» y «Poker Face»— en superar los cuatro millones de copias vendidas en formato digital. Además, llegó al primer lugar en las listas de dieciocho países y al top 2 en los Estados Unidos, Australia y Nueva Zelanda. El segundo sencillo, «Telephone», que cantó junto con Beyoncé, fue el cuarto sencillo número uno de Gaga en el Reino Unido. Su video musical, aunque fue controvertido, tuvo reseñas positivas de la crítica contemporánea. Entre ellas, en una se comentó que la artista posee «el estilo musical y el carisma de Michael Jackson y la sexualidad potente y los instintos provocativos de Madonna». Para su siguiente sencillo, «Alejandro», Gaga trabajó con el fotógrafo de moda Steven Klein y produjeron un video que igualmente suscitó polémicas. La crítica elogió sus conceptos y su naturaleza oscura, pero la Liga Católica la atacó por sus presuntas blasfemias. Pese a las controversias en torno a ellos, los videos han sido vistos millones de veces en el sitio YouTube. En la ceremonia de 2010 de los MTV Video Music Awards, Gaga ganó ocho premios de trece nominaciones, entre los que se cuenta el premio al Video del Año por «Bad Romance», galardón que recibió mientras utilizaba un vestido hecho de carne, el cual generó gran controversia y atrajo críticas de PETA y otras asociaciones. A pesar de esto, el vestido es considerado uno de los momentos más icónicos en la historia del evento y fue expuesto en el Salón de la Fama del Rock and Roll. Además, The Fame Monster tuvo un total de seis nominaciones en la ceremonia de los premios Grammy de ese año. La cantante ganó finalmente tres premios, uno en la categoría de Mejor Álbum de Pop Vocal por The Fame Monster y dos en las categorías de Mejor Interpretación Femenina Vocal de Pop y otro en la de Mejor Video Musical de Formato Corto por «Bad Romance».

Gaga durante su gira The Monster Ball Tour en 2010.

El éxito del álbum permitió que la cantante comenzara su segunda gira mundial, The Monster Ball Tour, semanas después del lanzamiento del EP y meses después de que The Fame Ball Tour finalizara. Al finalizar, en mayo de 2011, la gira, que fue elogiada por la crítica y exitosa en lo comercial, duró un año y medio y recaudó 227.4 millones USD. Esto la convirtió en una de las giras con mayor recaudación de todos los tiempos y la gira debut con más éxito comercial de la historia. Los conciertos que tuvieron lugar en Madison Square Garden en la ciudad de Nueva York se filmaron para un especial televisivo de HBO llamado Lady Gaga Presents the Monster Ball Tour: At Madison Square Garden. Dicho especial estuvo nominado en los premios Emmy y se lanzó en formato DVD y Blu-ray. Finalmente, ganó en la categoría de edición de imagen sobresaliente para un especial (una o varias cámaras). Gaga también interpretó canciones del álbum en eventos internacionales tales como la gala de 2009 Royal Variety Performance, donde cantó «Speechless», una power ballad, en presencia de la reina Isabel II. También participó en la 52.º ceremonia de los premios Grammy, donde su interpretación de apertura consistió en la canción «Poker Face» y un dúo en el piano con Elton John de «Speechless», en un popurrí que incluía también «Your Song». En la ceremonia de 2010 de los premios Brit su interpretación acústica de «Telephone», seguida de «Dance in the Dark», estuvo dedicada al diseñador de última moda y amigo cercano suyo Alexander McQueen y sirvió de apoyo a su triple victoria en la entrega de premios. Otras actuaciones habrían comprendido su participación en la gira de Michael Jackson This Is It en el O2 Arena de Londres. Al respecto, comentó: «De hecho, me pidieron que fuera la telonera de Michael en su gira; íbamos a serlo en el O2 y estábamos trabajando para que fuera posible. Creo que se habló sobre que nosotros, los teloneros, cantáramos dúos con Michael en el escenario».
Más tarde, Gaga colaboró con la compañía electrónica Beats by Dr. Dre para crear unos intra-auriculares con joyas incrustadas llamados Heartbeats y comentó: «Están diseñados para ser los primeros accesorios de moda y son el doble de buenos que los mejores auriculares sónicos del mundo». Gaga también trabajó con Polaroid en enero de 2010 como directora artística. Entusiasmada por «combinar la historia icónica de Polaroid y la filmación instantánea con la era digital», Gaga presentó en el Consumer Electronics Show de 2011 los primeros tres productos nuevos llamados Grey Label: un par de gafas fotográficas, una impresora portátil de bolsillo y una versión adaptada de la cámara Polaroid tradicional. Sin embargo, su colaboración anterior con el productor Rob Fusari llevó a que su equipo de producción, Mermaid Music LLC fuera demandado en marzo de 2010, cuando él afirmó que le pertenecía un 20 % de los ingresos de la compañía. El abogado de Gaga, Charles Ortner, definió el acuerdo con Fusari como «ilegal» y se negó a comentar. Pese a eso, cinco meses después, la Corte Suprema de Nueva York rechazó el caso y la contrademanda de Gaga. Además de estos conflictos, los exámenes médicos dijeron que Gaga estaba al borde de tener lupus, pero afirmó no estar afectada por los síntomas. Esta información causó un pesar considerable a los admiradores y la cantante se refirió al tema en una entrevista con Larry King, en la que comentó que esperaba evitarlos llevando un estilo de vida saludable.

### 2011-2012:Born This Way

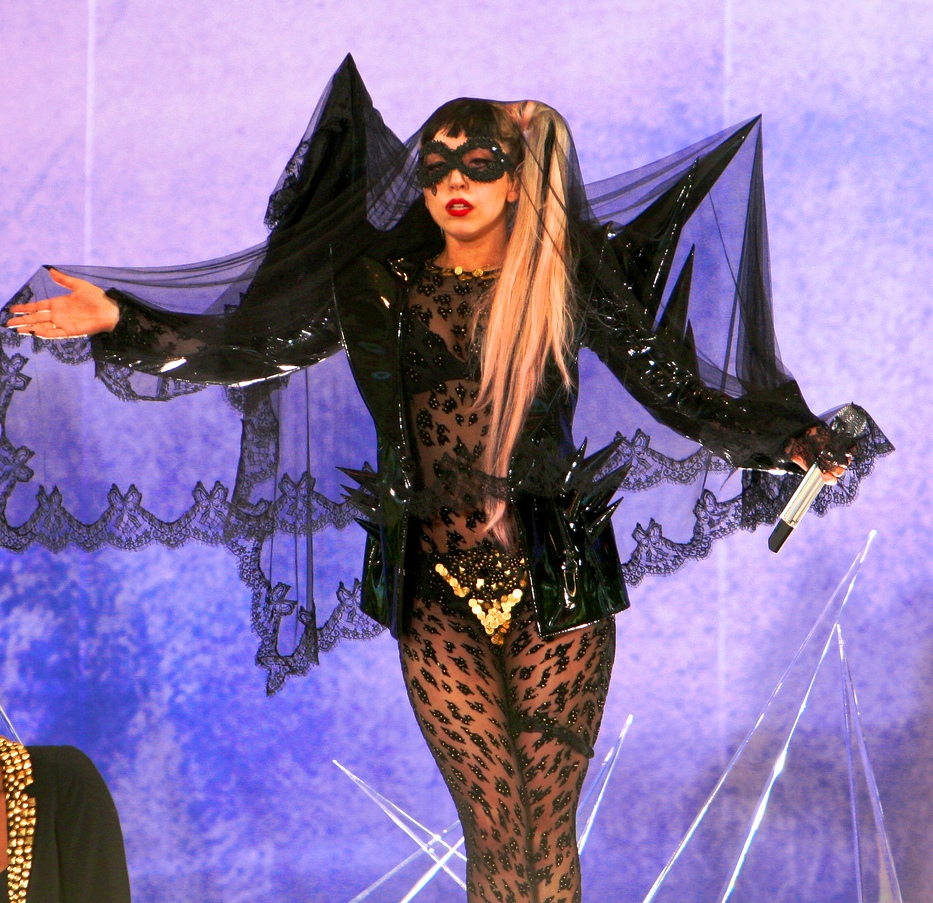
Gaga en el programa Good Morning America en 2011.

El segundo álbum de estudio de Gaga, Born This Way, se lanzó el 23 de mayo de 2011. Descrito como «una unión entre la música electrónica con [...] el metal o el rock 'n roll, el pop, melodías épicas con un ritmo de dance similar a un martillo», la artista lo llamó un álbum «acerca de lo que nos mantiene despiertos por la noche y lo que nos asusta». Describió su nueva música como «algo mucho más profundo que una peluca o un lápiz labial o un jodido vestido de carne» y tras escuchar esto, Akon señaló que está llevando su música «a un nivel superior». Sin embargo, la revista NME lo calificó como el «álbum más pretencioso» de la historia y criticó duramente la canción «Scheiße». Su lanzamiento siguió a la puesta a la venta de su sencillo homónimo, «Born This Way» el 11 de febrero de 2011. El tema se interpretó en directo por primera vez en la 53.º edición de los premios Grammy, que tuvo lugar dos días después de su lanzamiento y a la que Gaga llegó dentro de un huevo gigante, el cual causó controversia. La canción, cuya temática hace referencia a la autoaceptación sin considerar la orientación sexual o la raza, debutó en el primer puesto del Billboard Hot 100 y se convirtió en el decimonoveno debut en la cima de dicha lista y el milésimo sencillo número uno en la historia de las listas. Además vendió más de tres millones de copias en formato digital en Estados Unidos hacia octubre de 2011. Gaga realizó un video musical para la canción, que la muestra dando a luz a una nueva raza y presenta imágenes surrealistas. Por su parte, los críticos destacaron las referencias artísticas y culturales y lo elogiaron por su concepto. Gaga prestó su voz en colaboraciones y entre ellas tuvo una con Elton John para grabar un dúo original para la película Gnomeo y Julieta. La canción, llamada «Hello, Hello» se lanzó el 11 de febrero de 2011, pero en ella no figuraba su voz, ya que el dúo solo apareció en el filme.
Dos sencillos más, «Judas» y «The Edge of Glory», junto con el sencillo promocional «Hair», se lanzaron antes del álbum. El video promocional del primero, en el que Gaga representa a María Magdalena y que presenta figuras bíblicas como Jesucristo y Judas Iscariote, desató polémica por sus referencias religiosas. Sin embargo, recibió elogios por su forma general y otros afirmaron que no es ofensivo. «Judas», además, ingresó en el top 10 de diversas listas de éxitos, pero descendió rápidamente. Originalmente, se consideró que «The Edge of Glory» sería un sencillo promocional; pero, debido a su éxito comercial, la canción se lanzó como sencillo acompañado por un video y recibió críticas positivas. Gaga también comenzó a redactar una columna sobre moda en la revista V, donde comentó su proceso creativo, sus puntos de vista sobre la cultura pop y su habilidad para adaptarse a la evolución de los íconos del pop. Tras su lanzamiento, Born This Way vendió 1.108 millones de copias en su primera semana en Estados Unidos y debutó en el número uno en el Billboard 200, además de alcanzar el primer puesto en más de veinte países. Previamente, Amazon lo había vendido a 99 centavos durante dos días no consecutivos sin el consentimiento de Gaga o su sello discográfico. El álbum tuvo reseñas generalmente positivas de los críticos, quienes elogiaron su variedad de estilos y la voz de Gaga. Más adelante, la cantante viajó a Sídney para promover su disco con un concierto en el Sydney Town Hall el 13 de julio de 2011.

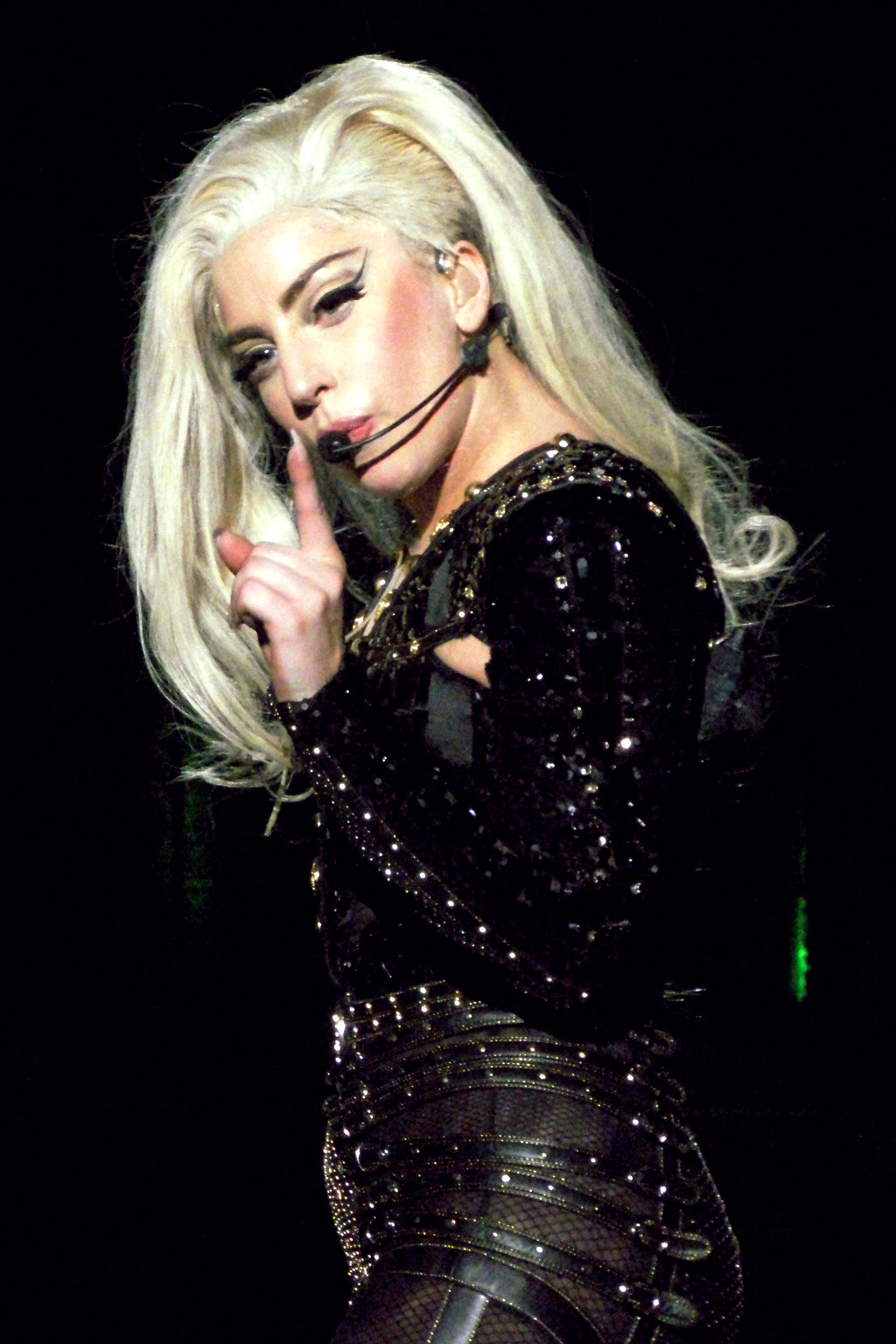
Gaga durante el Born This Way Ball en 2012.

La cantante continuó sus proyectos musicales y lanzó «Yoü and I» y «Marry the Night» como sencillos de Born This Way, además de grabar canciones con artistas veteranos como Cher y Tony Bennett. La canción grabada con Bennett fue una versión de jazz de «The Lady Is a Tramp», mientras que describió su dúo con Cher como un tema «grandioso» y «hermoso» que ella había compuesto «hacía mucho tiempo y nunca lo había incluido en uno de sus álbumes por ninguna razón en particular». El 28 de agosto, en la ceremonia de 2011 de los MTV Video Music Awards, Gaga ganó dos premios de cuatro nominaciones y asistió al evento vestida como Jo Calderone, su alter ego masculino. En la edición de 2012 del Libro Guinness de los récords, Gaga figuró como la persona con más seguidores en Twitter, con aproximadamente trece millones, y «Poker Face» figuró como la canción que permaneció un mayor número de semanas en el Hot Digital Songs, con un total de 83. La artista continuó realizando presentaciones en directo y cantó en la celebración del 65.º cumpleaños del expresidente de Estados Unidos Bill Clinton junto con Bono, Stevie Wonder y Usher, entre otros. En dicha actuación, usó una peluca rubia en honor a la famosa presentación de Marilyn Monroe dedicada a John F. Kennedy y cambió la letra de «Bad Romance» específicamente para dicha actuación. Más tarde, ganó cuatro premios de seis nominaciones en las categorías de los MTV Europe Music Awards en noviembre de mejor artista femenina, mayor cantidad de admiradores, mejor canción y mejor video por «Born This Way». El 14 de noviembre de 2011, Gaga y su coreógrafa y directora artística Laurieann Gibson dejaron de trabajar juntas, tras cuatro años. El asistente de Gibson, Richard Jackson, fue su reemplazo.
Gaga lanzó su cuarto EP, llamado A Very Gaga Holiday, el 22 de noviembre y le siguió una presentación en su especial televisivo en el Día de Acción de Gracias, titulado A Very Gaga Thanksgiving. La crítica elogió el especial y llegó a ser visto por 5.749 millones de televidentes estadounidenses en su transmisión original. En marzo de 2012, Gaga figuró en el cuarto puesto de la lista de Billboard de los artistas con mayor cantidad de ingresos durante 2011. El total de sus ganancias durante el año asciende a 25 353 039 USD, incluyendo las ventas de Born This Way y Monster Ball Tour. Por otra parte, Gaga figuró en un episodio de la serie estadounidense Los Simpson, en un capítulo llamado «Lisa Goes Gaga». En abril de 2012, dio inicio a su gira The Born This Way Ball, la cual recorrió varios países de Asia y Europa, y con la que visitó por primera vez Latinoamérica. El espectáculo recibió elogios de la crítica por su teatralidad, coreografías y la voz de la artista, pero no estuvo exento de controversias, pues en países como Indonesia se realizaron manifestaciones y protestas religiosas que finalmente llevarían a la cancelación de uno de sus conciertos. Además de ello, Gaga se vio forzada a cancelar la gira a mitad de su paso por Norteamérica a causa de una ruptura de cadera, la cual debió ser intervenida quirúrgicamente. A pesar de todo, The Born This Way Ball fue un éxito en términos comerciales, tras recaudar $183.9 millones y haber vendido más de 1.7 millones de entradas a nivel mundial. A mitad de la gira, Gaga también lanzó su primera fragancia llamado Fame a través de Haus Laboratories. El perfume llegó a ser «el número uno en ventas» en su país natal, según Artist Direct. También filmó un vídeo promocional para la ocasión el 13 de septiembre de 2012 en el Guggenheim Museum de Nueva York.

### 2013-2015:ArtpopyCheek to Cheek

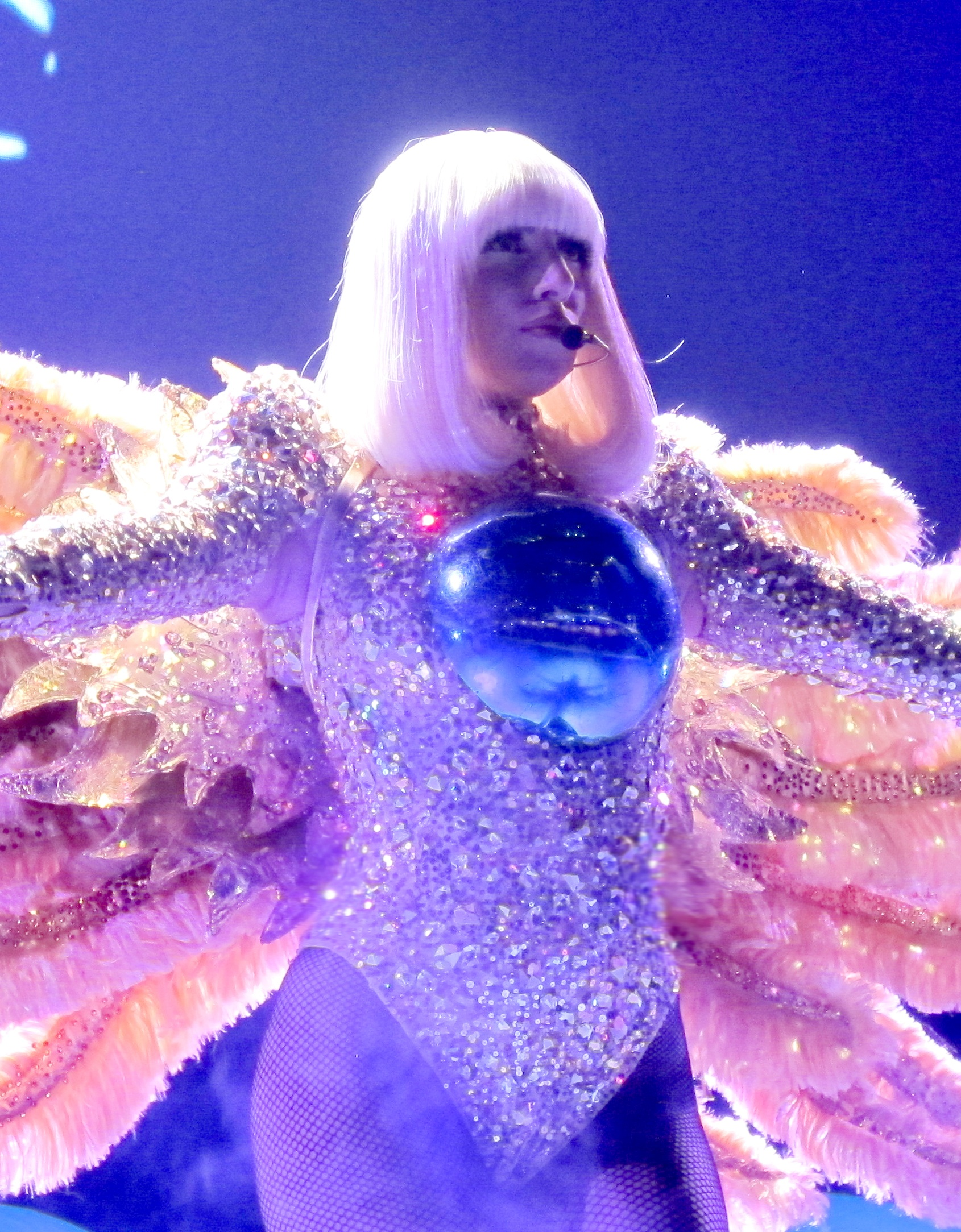
Gaga durante su Artrave: The Artpop Ball Tour en 2014.

Gaga comenzó a componer canciones para su nuevo álbum durante The Born This Way Ball, y reveló haber trabajado con productores como Fernando Garibay y DJ White Shadow. En agosto de 2012, Gaga anunció el título del álbum, Artpop. Previo a su lanzamiento, varios medios lo consideraron uno de los álbumes más anticipados para 2013, entre estos la revista Billboard y los sitios Yahoo! y Hit Fix. Gaga hizo una breve aparición en la cinta de Robert Rodriguez titulada Machete Kills (2013), donde interpretó el papel de La Chameleón.
El tema «Applause» fue lanzado como primer sencillo de Artpop el 12 de agosto de 2013 luego de haber sido adelantado una semana a causa de varias filtraciones en Internet. La canción tuvo un buen rendimiento comercial, tras ingresar al top 5 en las listas de éxitos semanales de países como Canadá, los Estados Unidos, el Reino Unido, entre otros. Gaga interpretó el tema por primera vez la ceremonia de 2013 de los MTV Video Music Awards, en una presentación donde rindió tributo a sus álbumes anteriores. Más tarde publicó como sencillo promocional el tema «Do What U Want», una colaboración con R. Kelly. No obstante, dada la buena recepción que tuvo, fue ascendida como segundo sencillo oficial de Artpop. Tras ello, «Do What U Want» entró al top 20 de éxitos semanales en varios países. Gaga cantó la canción en los American Music Awards con R. Kelly y luego en la final del programa The Voice con Christina Aguilera, con quien más tarde lanzaría una remezcla. Sin embargo, debido a las acusaciones de pedofilia y abuso sexual que recibió R. Kelly, su videoclip nunca fue lanzado y más tarde la canción sería removida de todas las plataformas con la controversia causada por el documental Surviving R. Kelly. Posteriormente fueron lanzados dos sencillos promocionales, «Venus» y «Dope».
Artpop fue oficialmente lanzado a nivel mundial el 11 de noviembre de 2013 y alcanzó la primera posición de las listas de álbumes más vendidos en países como los Estados Unidos y el Reino Unido. De acuerdo con la IFPI, Artpop fue el noveno álbum más vendido del año con 2.3 millones de copias mundialmente. El disco, aunque tuvo críticas en su mayoría positivas por su experimentación, fue considerado poco cohesivo y un declive en la carrera de la artista a comparación con sus trabajos anteriores. Para promocionar Artpop, Gaga realizó una residencia de conciertos en el Roseland Ballroom de Nueva York llamada Lady Gaga Live at Roseland Ballroom, la cual también sirvió para clausurar el recinto. El espectáculo recibió buenos comentarios de la crítica y fue transmitido en el programa Late Night with David Letterman. Asimismo, se embarcó en su Artrave: The Artpop Ball Tour, su cuarta gira mundial que recorrió Norteamérica, Europa, Asia y Oceanía. El espectáculo tuvo críticas positivas de los medios por la energía de la artista y su voz. Asimismo, la gira recaudó $83 millones y vendió 920 mil entradas a nivel mundial, que la hicieron la octava gira más exitosa de 2014. En agosto de ese año, la intérprete anunció el lanzamiento de Eau de Gaga, su segunda fragancia y primera unisex, la cual describió como «lista para el sexo».

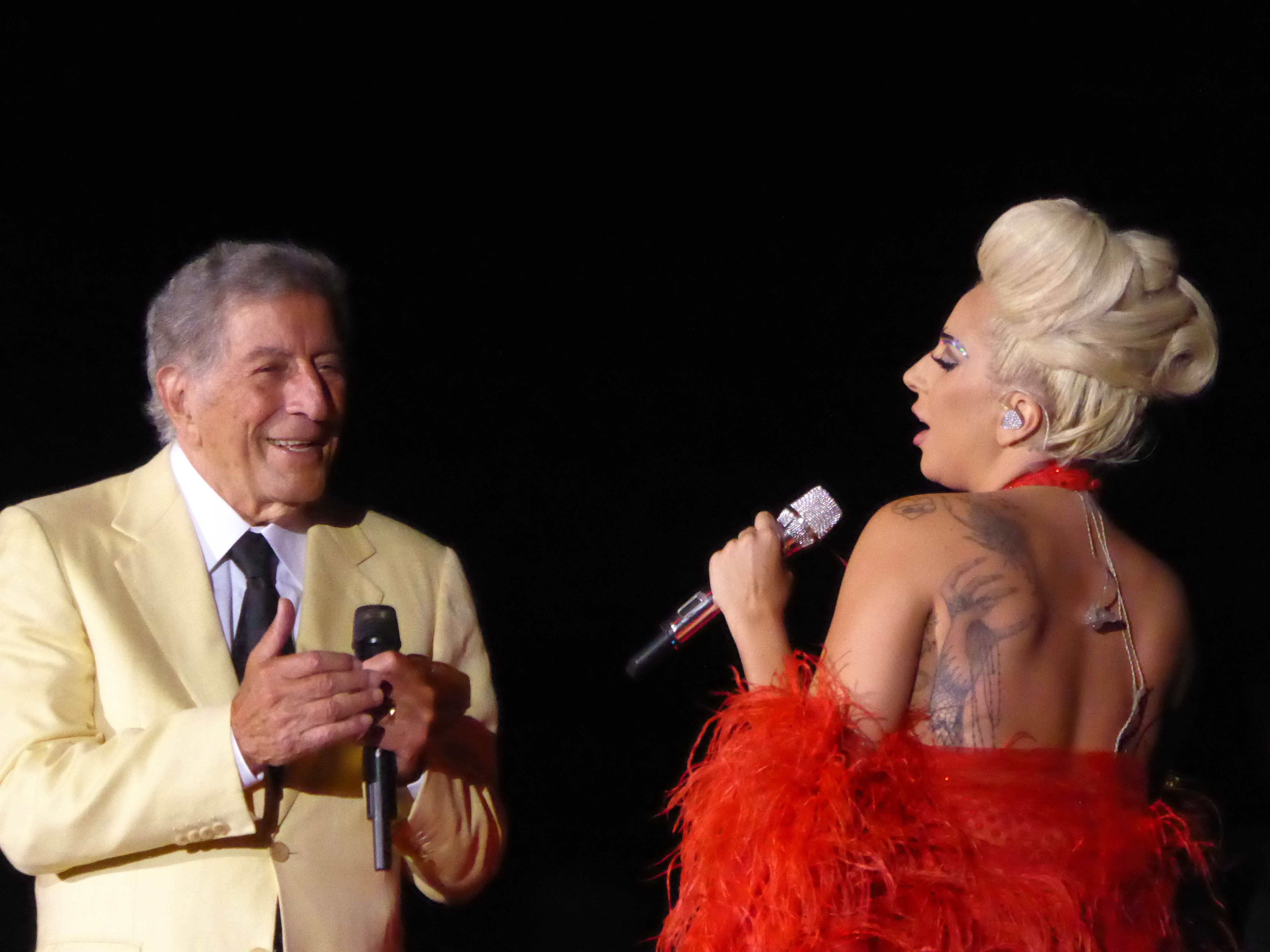
Gaga cantando junto a Tony Bennett en el Cheek to Cheek Tour en julio de 2015.

Previamente, en septiembre de 2012, Tony Bennett anunció Cheek to Cheek, un álbum dúo de jazz con Gaga. La cantante afirmó que «Cheek to Cheek salió de una amistad muy orgánica y la relación que Tony y yo hemos construido en los últimos años y que realmente fue un esfuerzo de colaboración. [...] He estado cantando jazz desde que era una niña y realmente quería mostrar el lado auténtico del género». El disco se lanzó el 23 de septiembre de 2014, teniendo a «Anything Goes» como sencillo principal. Alcanzó la primera posición del Billboard 200 de los Estados Unidos y recibió el galardón al Mejor Álbum de Pop Vocal Tradicional en la 57.ª edición de los premios Grammy. Para promocionar el álbum, el dúo comenzó su Cheek to Cheek Tour, que contó con un total de treinta y seis shows en Europa y Norteamérica durante la primera mitad de 2015.
Entre finales de 2014 e inicios de 2015, la cantante estuvo publicando una serie de fotografías de las sesiones de grabación de lo que sería su quinto álbum de estudio; en estas, aparece acompañada de distintas celebridades. En una entrevista, Gaga explicó que los problemas que tuvo que enfrentar durante el período de promoción de Artpop la estaban ayudando a escribir canciones. El 16 de febrero de 2015, anunció oficialmente que se había comprometido con el actor Taylor Kinney, con quien mantenía una relación amorosa desde julio de 2011. En la 87.ª entrega de los premios Óscar cantó un popurrí de La novicia rebelde, catalogada como una de las mejores actuaciones del año y de la historia de premiación. A finales de abril, se anunció que la artista ingresaría al Salón de la Fama de los Compositores bajo el título de «ícono contemporáneo», siendo la primera en recibir dicha distinción. El evento se llevó a cabo 19 de junio; el premio se entregó por marcar tendencia estética en la industria musical a nivel mundial y por haber compuesto grandes éxitos. En septiembre de 2015, estrenó el documental The Hunting Ground, para el que Gaga coescribió y cantó el tema principal titulado «Til It Happens to You», el cual fue nominado a los premios Óscar en la categoría de Mejor canción original.
En octubre, Gaga formó parte de la quinta temporada de la serie de drama y horror American Horror Story, subtitulada Hotel. La artista interpretó a La Condesa Elizabeth, la malvada dueña del hotel. El personaje, relacionado con la moda, participó en un triángulo amoroso junto a los personajes interpretados por Finn Wittrock y Matt Bomer, aunque también mantuvo una relación íntima con el personaje de Angela Bassett. En una entrevista a Entertainment Weekly, Gaga reveló que la experiencia con American Horror Story influiría en el proceso creativo de su nuevo álbum, alegando: «He vuelto a algo en lo que he creído mucho, que es el arte de la oscuridad». Dicho papel la hizo merecedora de un Globo de Oro a la mejor actriz de miniserie o telefilme.

### 2016-2017:Joanney Super Bowl LI

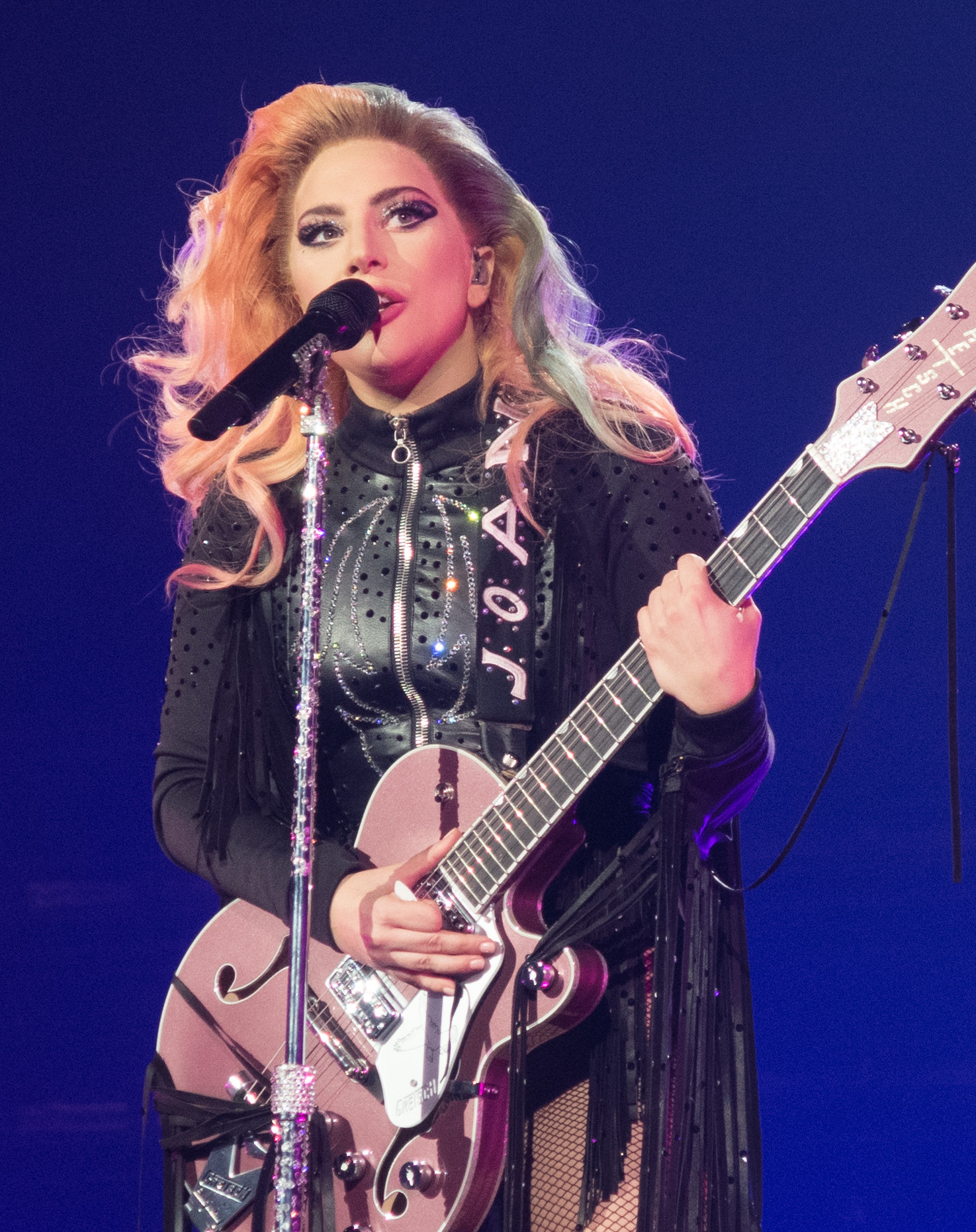
Gaga durante el Joanne World Tour de 2017.

El 7 de febrero de 2016, Gaga interpretó el himno nacional de Estados Unidos durante el Super Bowl 50. Una semana después, se presentó en los premios Grammy para realizar un tributo a David Bowie, quien había fallecido algunas semanas antes. Luego, el 27 de febrero, se presentó en los premios Óscar para cantar «Til It Happens to You» en compañía de varias víctimas de abuso sexual. En los meses posteriores, se enfocó en la culminación de su siguiente álbum y trabajó con músicos como Mark Ronson, BloodPop y Hillary Lindsey. El 9 de septiembre, lanzó su sencillo «Perfect Illusion», el cual debutó en el primer puesto de los listados de España, Finlandia, Francia, Grecia y Portugal, además de entrar a los veinte primeros en Australia, Canadá, los Estados Unidos, Italia y el Reino Unido. El 15 de septiembre, Gaga ofreció una entrevista a la radio Beats 1, donde confirmó que su siguiente álbum saldría el 21 de octubre de ese mismo año y se titularía Joanne, como tributo a su tía, quien falleció de lupus en 1974. El 5 de octubre, dio inicio a su Dive Bar Tour, una pequeña gira promocional para promover el disco, donde además interpretó las canciones «A-Yo» y «Million Reasons», que posteriormente fueron publicadas como sencillos.
Tras su lanzamiento, Joanne debutó en la cima del Billboard 200 de los Estados Unidos, convirtiéndose en el cuarto álbum de Gaga en alcanzar el número uno en el país. Como resultado, se convirtió en la mujer con más álbumes número uno en la década de los 2010s. El disco recibió críticas mayormente positivas, con los expertos alabando la instrumentación, la voz de Gaga y su enfoque más personal. Por su parte, «Million Reasons» se convirtió también en un éxito luego de alcanzar la cuarta posición del Billboard Hot 100 de los Estados Unidos, y Gaga la promocionó en el segmento Carpool Karaoke del programa The Late Late Show with James Corden y en el Victoria's Secret Fashion Show durante los meses finales de 2016. Joanne fue nominado a los premios Grammy como Mejor Álbum Vocal de Pop, mientras que «Million Reasons» como Mejor Interpretación de Pop Solista, categoría que más tarde ganaría con el siguiente sencillo del álbum, «Joanne (Where Do You Think You're Goin'?)».

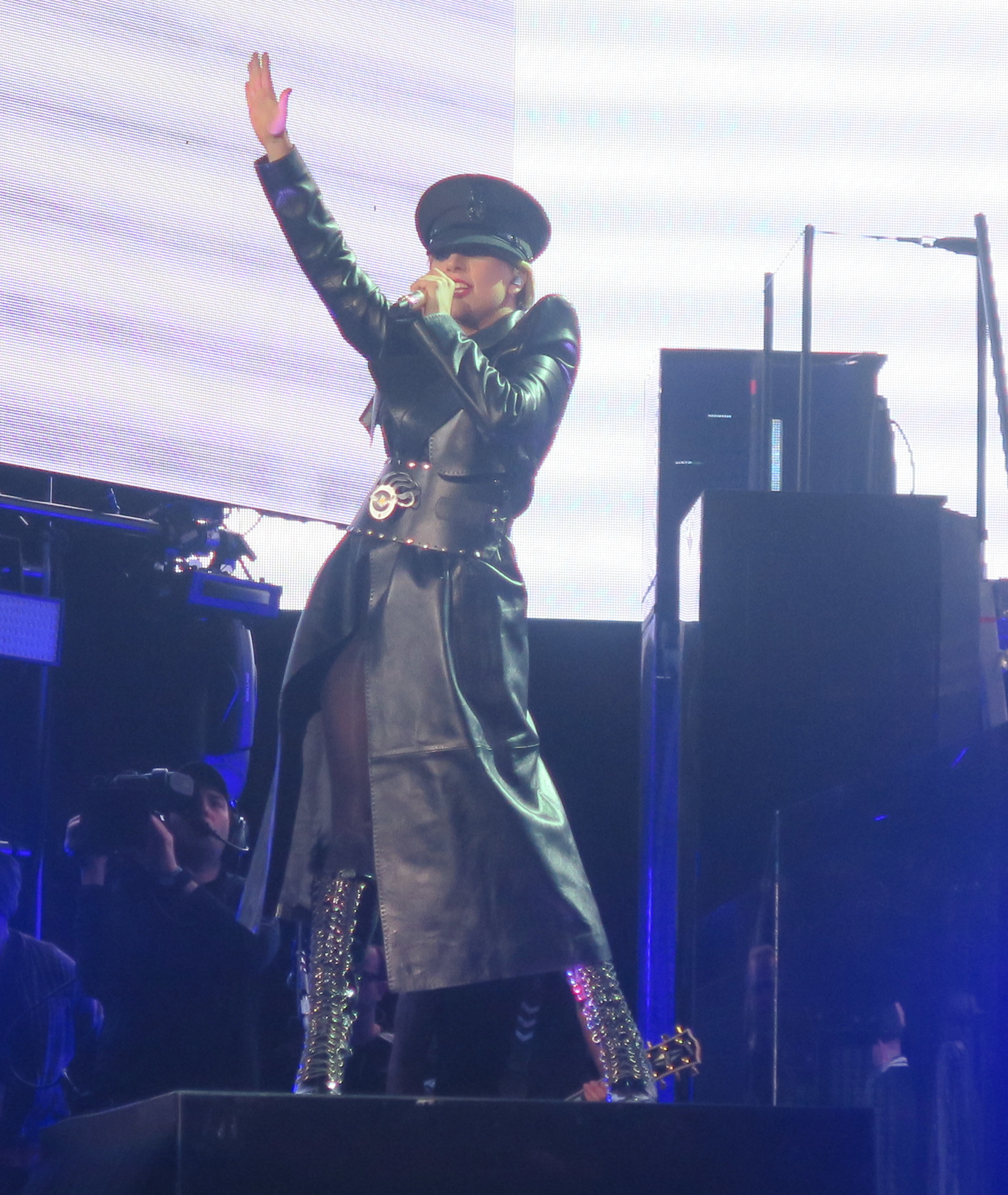
Gaga cantando «Scheiße» en el Festival Coachella en 2017.

El 5 de febrero de 2017, la artista encabezó el espectáculo de medio tiempo del Super Bowl LI, donde interpretó varios de sus temas como «Bad Romance», «Poker Face», «Million Reasons» y «Telephone». El espectáculo tuvo más de 117.5 millones de espectadores en los Estados Unidos, convirtiéndose así en el segundo espectáculo de medio tiempo más visto de la historia del Super Bowl. Asimismo, recibió la aclamación de la crítica y seis nominaciones a los premios Primetime Emmy. Semanas después, cantó en los premios Grammy junto a Metallica. En abril, encabezó el Festival de Música y Artes de Coachella Valley, siendo la segunda mujer de la historia en hacerlo. En dicho festival estrenó un nuevo sencillo titulado «The Cure», que tuvo una buena recepción comercial alrededor del mundo, especialmente en los países de la angloesfera. El 1 de agosto de 2017, dio inicio a su Joanne World Tour en Vancouver (Canadá). La gira fue un éxito comercial y crítico, con los expertos alabando la voz y la energía de la artista, además de que todos los conciertos se agotaron en cuestión de horas. En septiembre, aún de 2017, Netflix estrenó un documental biográfico de la artista titulado Gaga: Five Foot Two, el cual sigue el proceso de grabación de Joanne y parte de la vida privada de Gaga, así como los preparativos de su actuación en el Super Bowl. En dicho documental fue revelado que Gaga padecía de fibromialgia, condición que la llevó a cancelar el Joanne World Tour forzosamente el 1 de febrero de 2018.

### 2018-2019:A Star Is Borny Enigma

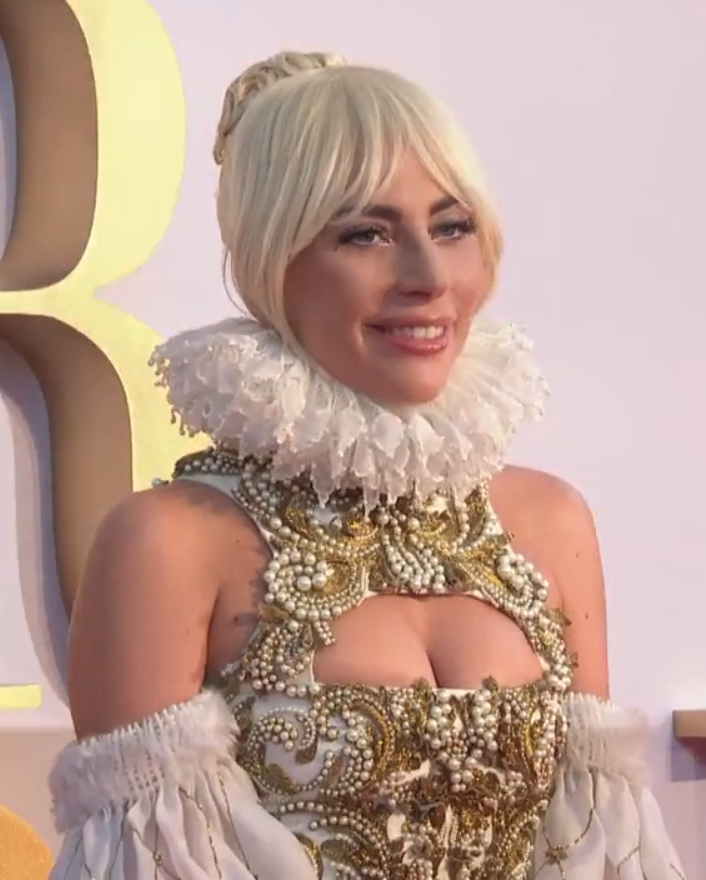
Gaga en el estreno de A Star Is Born en Londres en octubre de 2018.

El 31 de agosto de 2018, la película A Star Is Born dirigida por Bradley Cooper se estrenó en el 75.º Festival Internacional de Cine de Venecia. La película muestra el romance de Ally, una cantautora interpretada por Gaga, con el cantante Jackson Maine (interpretado por Cooper), que se tensa después de que su carrera se vea eclipsada por la de la joven artista. El primer acercamiento de Cooper y Gaga se produjo después de verla actuar en una recaudación de fondos para la investigación del cáncer. Por su parte, Gaga se declaró fanática del trabajo de Cooper y aceptó el proyecto debido a su representación de la adicción y la depresión. La cinta recibió la aclamación de la crítica; Peter Bradshaw de The Guardian la describió como «escandalosamente observable» y elogió la versatilidad actoral de Gaga, mientras que Stephanie Zacharek de Time comentó: «lo sorprendente de Gaga es lo carismática que es sin su habitual maquillaje extremo, pelucas extravagantes y disfraces creativos». Asimismo, fue un éxito en taquilla tras recaudar $436 188 866, con lo que fue la décima película con más ingresos de 2018.
Gaga y Cooper coescribieron y produjeron la mayoría de las canciones en la banda sonora de la película, que ella insistió en que se presentaran en vivo para el filme. El primer sencillo del álbum, «Shallow», se estrenó el 27 de septiembre y alcanzó el puesto número uno en varios países, entre estos Australia, Canadá, los Estados Unidos y el Reino Unido. Mark Kennedy de The Washington Post calificó la banda sonora de «maravilla de cinco estrellas» y Ben Beaumont-Thomas de The Guardian aseguró que estaba conformada por «clásicos instantáneos llenos del poder emocional de Gaga». La banda sonora en cuestión también encabezó numerosos listados a nivel mundial. De acuerdo con la IFPI, consiguió vender 1.9 millones de copias a nivel mundial durante 2018, siendo el cuarto disco más vendido del año y el primero por una artista femenina. En 2019, vendió 1.2 millones de copias a nivel mundial, siendo nuevamente el cuarto disco más vendido del año. Su trabajo en A Star Is Born y «Shallow» recibió múltiples reconocimientos, incluyendo el National Board of Review a la Mejor Actriz, el Óscar a la mejor canción original, el Globo de Oro a la mejor canción original y cuatro Premios Grammy en las categorías mejor canción escrita para un medio audiovisual, mejor interpretación de pop de dúo/grupo y mejor álbum de banda sonora para un medio audiovisual.
El 28 de diciembre de ese mismo año la artista comenzó su residencia de dos años, llamada Lady Gaga: Enigma, en el Park MGM en Las Vegas. Esta constó de dos tipos de espectáculos: Enigma, que se centró en la teatralidad e incluyó los mayores éxitos de la cantante, y Jazz & Piano, que incluyó pistas del Great American Songbook y versiones acústicas de sus propias canciones. Asimismo, se anunció que comenzó a trabajar en su sexto álbum de estudio con Boys Noize, DJ White Shadow, BloodPop y Sophie como productores. En julio de 2019, Gaga anunció que renovaría Haus Laboratories como una línea de cosméticos, y en septiembre de ese año lanzó los primeros productos de manera exclusiva en Amazon, que incluían sombras líquidas para ojos, delineadores de labios, delineadores de ojos, brillos labiales y pegatinas reutilizables. La línea tuvo una buena respuesta crítica y pública, principalmente debido a la fuerte pigmentación de los productos. De igual forma, varios de los productos estuvieron entre los más vendidos de Amazon.

### 2020-2023:ChromaticayLove for Sale

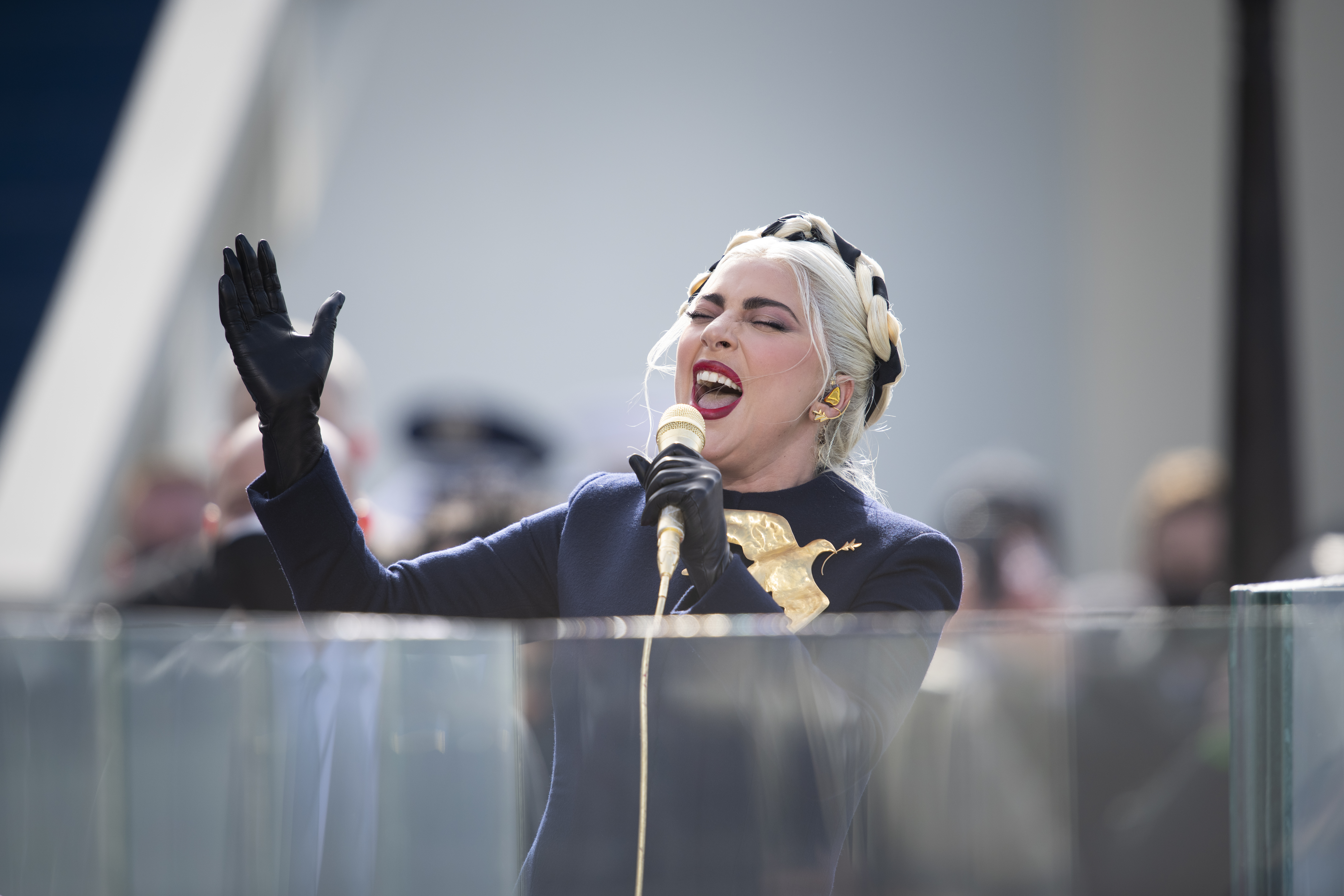
Gaga cantando el himno nacional de Estados Unidos en la investidura presidencial de Joe Biden en enero de 2021.

En enero de 2020 se filtró a través de Internet una pista inédita de Gaga titulada «Stupid Love», la cual la artista confirmó un mes más tarde como el primer sencillo de lo que sería su sexto álbum de estudio. El tema se lanzó oficialmente el 28 de febrero de 2020 en simultáneo con su videoclip. Tras ello, ingresó al top 10 de éxitos semanales en países como Australia, Canadá, los Estados Unidos y el Reino Unido. El 2 de marzo, Gaga confirmó que su sexto álbum de estudio se titularía Chromatica y sería lanzado oficialmente el 10 de abril de ese año. No obstante, la fecha tuvo que posponerse al 29 de mayo debido a la pandemia de COVID-19. Luego de su estreno, Chromatica encabezó las listas de álbumes más vendidos en Australia, Canadá, los Estados Unidos, Francia, Irlanda, Italia y el Reino Unido, donde impuso récords en ventas. Del álbum se lanzó como segundo sencillo la canción «Rain on Me», que lideró el Billboard Hot 100 de los Estados Unidos y el UK Singles Chart del Reino Unido, también imponiendo una serie de récords. Por otra parte, Gaga trabajó con Global Citizen para la organización del concierto Together at Home, que recaudó más de 127 millones de dólares que fueron donados a varios esfuerzos que combatían el COVID-19.
Gaga fue la artista más nominada de los MTV Video Music Awards de 2020, con un total de nueve candidaturas. El día del evento, fue la más galardonada de la noche con cinco victorias, entre estas Artista del Año y Canción del Año por «Rain on Me». También se presentó para cantar «911», «Rain on Me» y «Stupid Love», y fue condecorada con el Tricon Award, un galardón que reconoció su talento e impacto como cantante, actriz, icono de la moda y activista, siendo la primera en obtener dicha distinción. El 20 de enero de 2021, interpretó el himno nacional de Estados Unidos durante la investidura presidencial de Joe Biden. Gaga fue nominada a los premios Grammy de 2021 en la categoría de mejor álbum de pop vocal por Chromatica y ganó como mejor interpretación de pop de dúo/grupo por «Rain on Me», logrando así su duodécimo galardón. En septiembre, publicó Dawn of Chromatica, un álbum de remezcla en el que colaboraron diversos músicos como Charli XCX, Pabllo Vittar, Shygirl y Rina Sawayama.

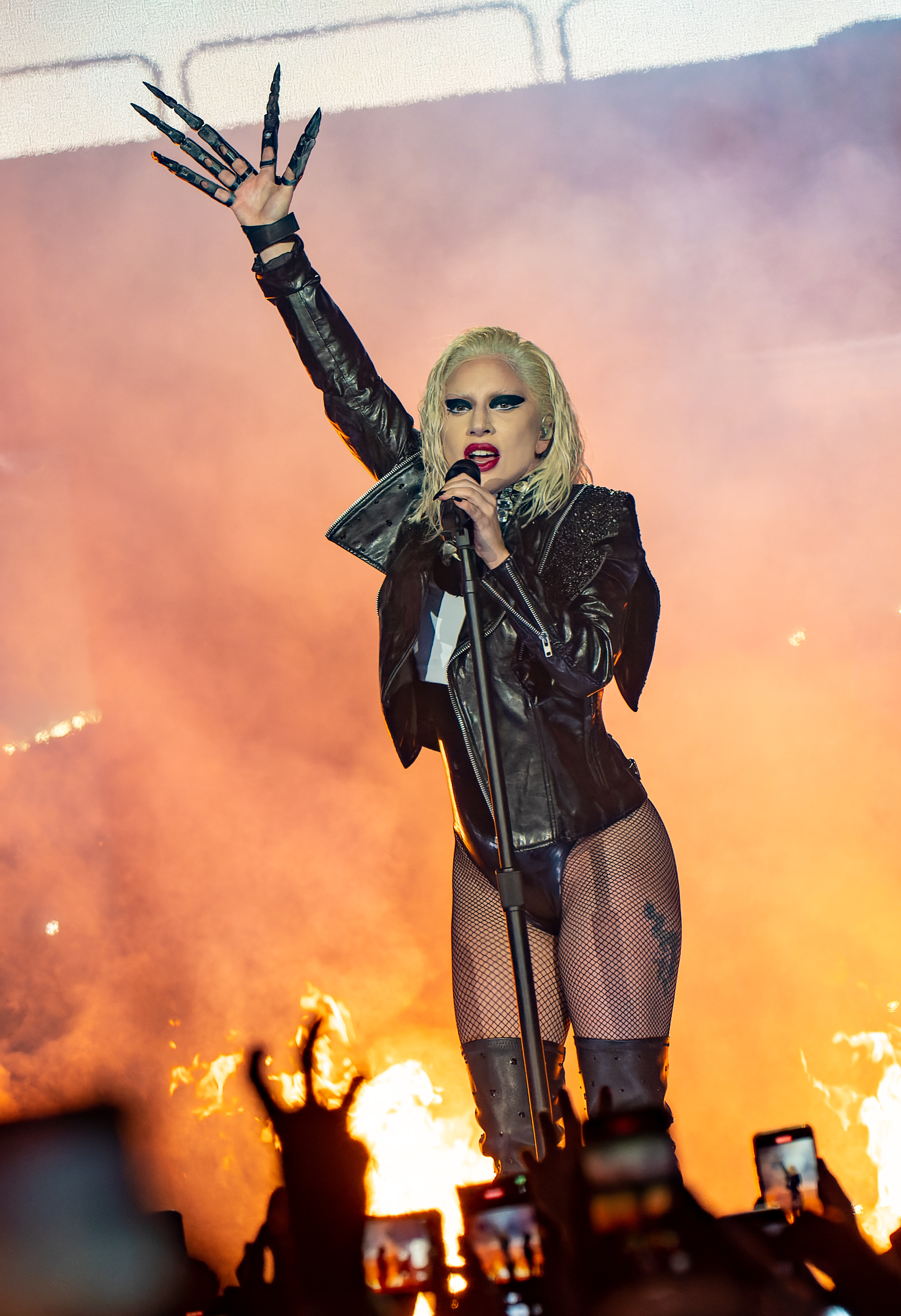
Gaga durante The Chromatica Ball en julio de 2022.

El 30 de septiembre de 2021 se lanzó Love for Sale, su segundo álbum de jazz a dueto con Tony Bennett. Como parte de la promoción del disco, el dúo ofreció una serie de presentaciones en vivo, que además sirvieron para despedir a Bennett de los escenarios, además de grabar un segmento para el programa MTV Unplugged y un documental sobre el proceso de creación del disco. Love for Sale recibió seis nominaciones a los premios Grammy de 2022, entre ellas álbum del año, y se alzó con el galardón al mejor álbum de pop tradicional, lo que marcó la décima tercera victoria de Gaga en dichos premios y segunda en dicha categoría. El día de la ceremonia también rindió tributo a Bennett interpretando «Love for Sale» y «Do I Love You». Por otra parte, Gaga renovó su residencia Lady Gaga: Enigma para nuevos espectáculos luego de su forzosa suspensión en 2020 a causa de la pandemia de COVID-19. Gaga interpretó a Patrizia Reggiani, quien fue condenada por contratar a un sicario para asesinar a su exmarido y exjefe de la casa de modas Gucci, Maurizio Gucci (interpretado por Adam Driver), en la cinta House of Gucci, dirigida por Ridley Scott y estrenada el 24 de noviembre de 2021. Por su parte, Gaga aprendió a hablar con acento italiano y permaneció en el personaje durante 18 meses, hablando con acento durante nueve meses durante ese período. Su enfoque de actuación de método afectó su bienestar mental, y hacia el final de la filmación tuvo que estar acompañada en el set por una enfermera psiquiátrica. Si bien la película recibió críticas mixtas, los críticos elogiaron la actuación de Gaga como «perfecta». Por House of Gucci, Gaga recibió su quinta nominación a los Globo de Oro (y su segunda como mejor actriz en una categoría de drama) en la 79.ª Entrega de los Globos de Oro.
También participó en la banda sonora de la película Top Gun: Maverick (2022) con el tema «Hold My Hand». Tras ser pospuesta dos veces a causa de la pandemia de COVID-19, finalmente dio inicio a su gira The Chromatica Ball en julio de 2022, con la que visitó parte de Norteamérica, Europa y Japón.

### 2024-presente:Joker: Folie à DeuxyMayhem

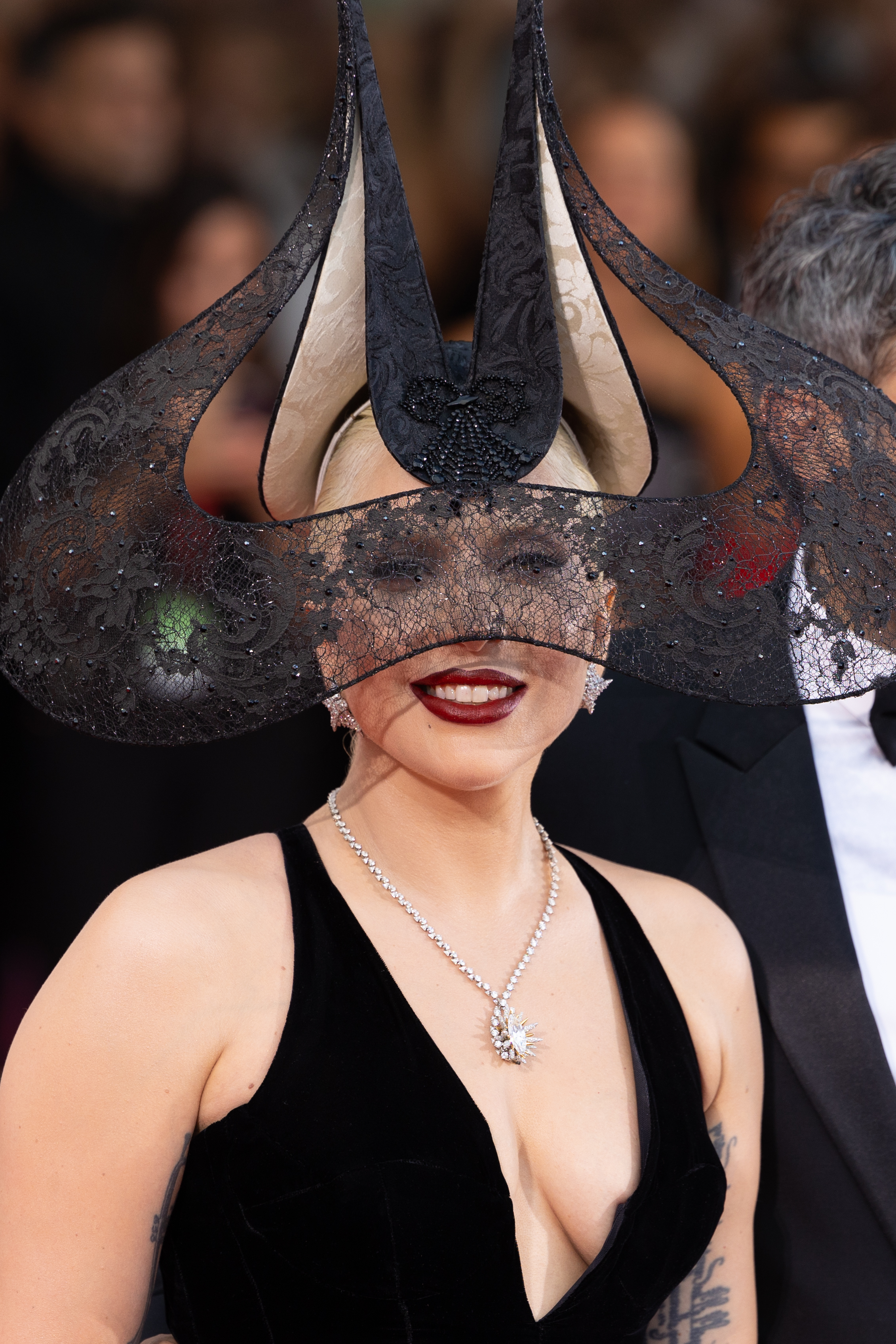
Gaga en el estreno de Joker: Folie à Deux (2024).

Gaga fue la artista destacada de la segunda temporada del Fortnite Festival, que se desarrolló de febrero a abril de 2024. En marzo, habló por primera vez sobre su nueva música al mencionar que estaba «escribiendo algunas de las mejores canciones que puedo recordar». En mayo, publicó el especial Gaga Chromatica Ball, que ella misma dirigió y editó, donde además mostró un avance de lo que sería su siguiente álbum. El 26 de julio, apareció en la ceremonia de apertura de los Juegos Olímpicos de París 2024, donde interpretó «Mon truc en plumes». El 16 de agosto, de manera sorpresiva, lanzó como sencillo «Die with a Smile», un dueto con Bruno Mars. La canción recibió elogios por parte de la crítica, quienes destacaron las voces de ambos artistas y su química. La canción se convirtió en un éxito a nivel mundial tras alcanzar la primera posición del listado Billboard Global 200, así como llegar al número uno en Canadá, los Estados Unidos, India, Indonesia, Noruega, Nueva Zelanda, Singapur y Suiza. «Die with a Smile» rompió el récord de la canción que más rápido llegó a mil millones de reproducciones en Spotify y fue nombrada como la más viral de 2024 en la plataforma. El éxito de la canción fue por la revista Forbes, la cual señaló que durante el año era poco usual ver que los temas más exitosos continuaran viendo un incremento en ventas y streams por tantas semanas. Paralelamente, fue nominada a canción del año y ganó el premio a mejor interpretación de pop de dúo/grupo en la 67.ª edición de los Premios Grammy, celebrada el 2 de febrero de 2025.
Gaga interpretó al personaje de Harley Quinn en Joker: Folie à Deux (2024) y su actuación obtuvo comentarios favorables por parte de la crítica especializada, que la destacaron como uno de los mejores aspectos de la cinta. Además de grabar temas para la banda sonora, Gaga lanzó un álbum complementario titulado Harlequin (2024). En una entrevista con Entertainment Weekly, Gaga describió al disco como un homenaje a la complejidad del personaje de Harley Quinn, declarando que «la idea detrás del álbum fue hacer algo para celebrar la complejidad de una mujer que tiene peligro dentro de sí y, al mismo tiempo, dulzura». El disco recibió elogios de la crítica por la exploración de géneros, la naturaleza experimental y la voz de la artista. Comercialmente, ingresó a los diez primeros de las listas de los más vendidos en Alemania, Austria, España, Francia y Suiza, además de debutar en la vigésima posición del Billboard 200 de los Estados Unidos.

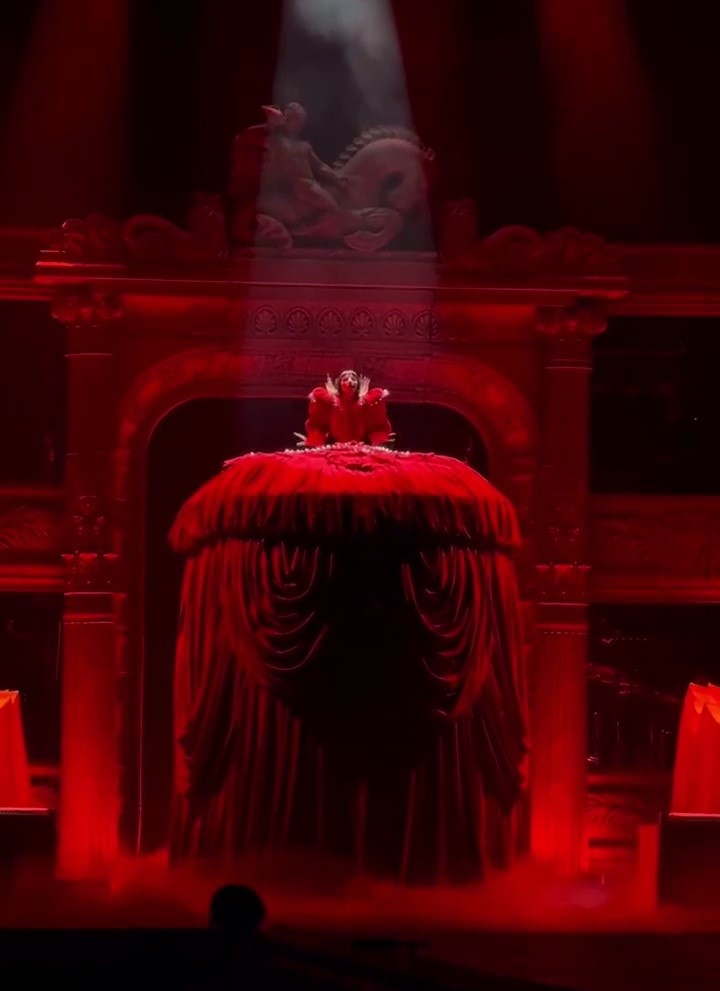
Gaga durante su concierto en la playa de Copacabana en 2025. El evento en Río de Janeiro reunió a más de 2.5 millones de personas, convirtiéndose en el más multitudinario de su carrera y de una artista femenina.

El 25 de octubre lanzó «Disease» como primer sencillo de su próximo álbum de estudio, Mayhem, y recibió varios elogios por parte de la crítica, que lo describieron como un regreso sólido a los sonidos de The Fame Monster (2009) y Born This Way (2011), además de destacar aspectos como la producción y su voz. En noviembre, la revista Billboard la incluyó en su lista de los artistas pop más grandes del siglo XXI en la quinta posición y escribió que su carrera «se ha caracterizado por una evolución constante, adaptándose a diferentes formas de entretenimiento mientras sigue siendo auténtica. Su influencia perdura en una nueva generación de artistas y fanáticos, reafirmando su lugar en la cultura pop». El 13 de noviembre de 2024 se anunció que Gaga aparecerá en la segunda temporada de la serie de Netflix Wednesday (2022), dirigida por Tim Burton y con estreno programado para 2025. El 20 de noviembre de 2024, a través de sus redes sociales, la cantante anunció que encabezará como figura principal la vigésimo cuarta edición del festival Coachella, que se llevará a cabo en abril de 2025, siendo su segunda vez como artista principal del festival.
El 3 de febrero de 2025, Gaga publicó el sencillo «Abracadabra», que recibió una respuesta favorable por parte de la crítica especializada y tuvo una buena recepción comercial. El 18 de febrero, la cantante estableció el récord de la artista femenina con más oyentes mensuales en Spotify, al superar los 123 millones, además de ubicarse en el tercer puesto a nivel general. En 2025, Gaga ofreció una serie de conciertos promocionales en apoyo a Mayhem, con presentaciones en Coachella, México, Brasil y Singapur. El más emblemático fue Mayhem on the Beach, un show gratuito en la playa de Copacabana que reunió a más de 2.5 millones de personas, convirtiéndose en el recital más multitudinario de su carrera y el mayor jamás realizado por una artista femenina.

## Arte

### Influencias
Los padres de Gaga, quienes le mostraron a artistas como The Beatles, Stevie Wonder, Bruce Springsteen, Pink Floyd, Led Zeppelin y Elton John, tuvieron una influencia significativa en su infancia y en el presente todavía la poseen. Gaga insistió: «Soy en verdad una chica de familia; en lo que respecta al amor y la lealtad, soy muy anticuada y soy muy realista para ser una persona tan excéntrica». También afirmó: «Soy muy tradicional en lo que respecta a la familia; siempre he sido de esa forma». Según Gaga, Joanne Germanotta, su tía que murió de lupus a los diecinueve años, vive en su interior y es la inspiración de toda su música y arte. Gaga lleva tatuada la fecha de muerte de Joanne en su cuerpo y, pese a haber fallecido doce años antes de su nacimiento, la artista comentó: «Creo en verdad que tengo dos corazones; creo que en realidad llevo dos almas en mi cuerpo y que estoy viviendo lo que quedaba de su vida y de su valor. Murió virgen, murió sin haber experimentado todas esas cosas que todos llegamos a amar y disfrutar en nuestras vidas». Otra de sus influencias espirituales ha sido el médico indio, orador y escritor Deepak Chopra. Refiriéndose a él como una «verdadera inspiración», afirmó que «él siempre me recuerda que [hay que] llevar una vida de servicio a mis seguidores y encarnar mi visión y mi destino». En relación con esto, también sostuvo: «Quiero que eso vaya más allá de la música para mis admiradores».
En agosto de 2011, Gaga envió a sus quince millones de seguidores en Twitter una cita referida a la creatividad, extraída del libro Creativity, de Osho. Esto llevó a los periodistas a preguntarle acerca de su conexión con dicho filósofo indio cuando la cantante asistió a la inauguración de un evento automovilístico de Fórmula 1. La artista contestó que se sentía influenciada por su obra y mencionó que para ella «la mayor forma de rebelión es la creatividad». Acabó concluyendo: «La igualdad es una de las cosas más importantes en mi vida».
Con respecto a la música, Gaga recibió sus influencias de numerosos artistas que van desde músicos de dance-pop como Madonna y Michael Jackson a artistas de glam rock como David Bowie y Queen. Asimismo, tomó lo histriónico de artistas como Andy Warhol y de sus propios comienzos como actriz. La canción de Queen «Radio Ga Ga» fue la inspiración de su nombre artístico; al respecto, afirmó: «Adoraba a Freddie Mercury y Queen tuvo un éxito llamado “Radio Ga Ga”. Es por eso que amo el nombre. [...] Freddie era único entre las personalidades más grandes del mundo entero de la música pop». Gaga ha sido comparada con la cantante Madonna, quien a su vez admitió verse reflejada en ella, incluso, algunos medios se refieren a Gaga como una Madonna wannabe. En respuesta a esto, la cantante afirmó: «No quiero sonar arrogante, pero he cumplido mi objetivo de revolucionar la música pop. La última revolución había sido iniciada por Madonna hace veinticinco años» y además comentó que «en verdad no existe una fan de Madonna que la adore y ame tanto como yo. Soy su mayor fan, en lo personal y profesional». Gaga se reinventó a sí misma y en los años de su carrera, ha tenido como inspiraciones a una variedad de artistas que incluye a Whitney Houston, Britney Spears, Grace Jones, Cyndi Lauper, la cantante de Blondie Debbie Harry, Scissor Sisters, Prince, Marilyn Manson y Yoko Ono.
Gaga reconoció que la moda es una gran influencia y su estilo se comparó con las británicas Leigh Bowery e Isabella Blow y la cantante estadounidense Cher. Comentó: «De niña, de alguna forma capté el sentido estético vanguardista de Cher y me lo apropié». Consideró su musa a Donatella Versace y una inspiración al diseñador de última tendencia y amigo cercano Alexander McQueen. Admitió que «extraño a Lee cada vez que me visto» y además usó creaciones suyas en su trabajo. Basado en la Factory de Andy Warhol, Gaga tiene su propio equipo de producción artística, que dirige personalmente, llamado Haus of Gaga. Este equipo diseña gran parte de su vestuario, escenografía y peinados. Su amor por la moda proviene de su madre, de quien afirmó que «siempre estaba bien cuidada y [lucía] hermosa». Gaga comentó: «Cuando compongo música, pienso en la ropa que quiero usar en el escenario. Todo es acerca del arte de la interpretación en su conjunto, el arte pop, la moda. Para mí, todo eso viene junto y es una historia real que hace que el súper fan regrese. Quiero que eso suceda, quiero que la imagen sea tan fuerte que los admiradores quieran comer, saborear y lamer cada parte de nosotros». El Global Language Monitor nombró «Lady Gaga» como la palabra inventada más de moda, junto a su marca registrada No pants («sin pantalones»). Entertainment Weekly colocó sus trajes en su lista de «lo mejor del fin de la década» y comentó al respecto: «Sea un vestido hecho de Muppets o de burbujas acomodadas en forma estratégica, las vestimentas extravagantes de Gaga han traído el arte de la actuación al mainstream». Gaga debutó en la pasarela en el espectáculo de moda de Thierry Mugler en París en marzo de 2011, donde vistió ropa de la primera colección de Nicola Formichetti para mujeres. En junio del mismo año, ganó el premio a «ícono de la moda» entregado por el Council of Fashion Designers of America. Desde entonces, se dedicó a escribir una columna de moda para la revista V, donde cuenta su proceso creativo, su estudio del mundo de la cultura pop y su habilidad de estar a tono con la evolución de los íconos de este movimiento.

### Estilo musical

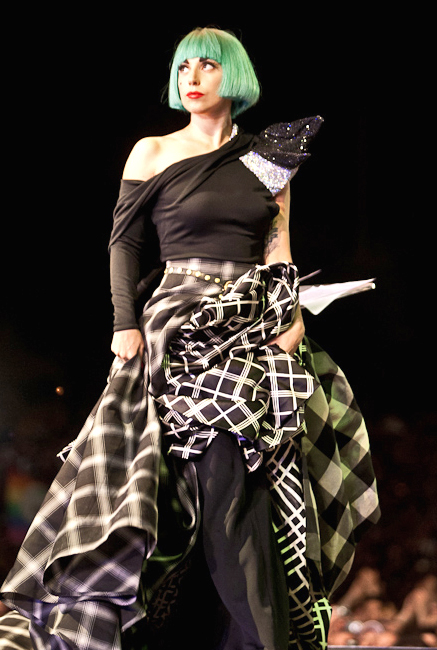
Gaga en Roma en 2011.

Experimentando en forma continua con ideas musicales e imágenes nuevas, el estilo musical y de actuación de Gaga es objeto de análisis e investigación de los críticos. Afirma que se «libera» a sí misma constantemente, reinventando su sonido e imagen e insiste en que pone esto en práctica desde niña. En cuanto a su voz, Gaga posee el registro de contralto y presenta «una expresión abrumadora, un fraseo vocal instintivo, franjas de registro que recuerdan a la década de 1980 y toques vocales animales»; además su registro puede abarcar 2.4 octavas. Negándose a hacer sincronía de labios, Gaga, cuyo registro suele compararse con el de Madonna y Gwen Stefani, ha manipulado su estilo vocal en el curso de su carrera tanto que considera que Born This Way (2011) está «mucho más lejos de lo que siempre he sido capaz de cantar». Sobre su voz, Entertainment Weekly comentó: «Hay una inmensa inteligencia emocional detrás del modo en que usa su voz. Casi nunca aplasta una canción con su talento vocal y reconoce que el arte reside en encontrar matices en vez de usar el poder pulmonar».
Aunque sus primeras letras han sido criticadas por carecer de estímulo intelectual, según Popmatters: «Gaga logra hacerte mover y saltar por un camino que casi no representa esfuerzo». Gaga consideró que sus composiciones fueron malinterpretadas; el bloguero Perez Hilton le dijo: «Escribes letras realmente profundas e inteligentes con conceptos superficiales» y sobre esto, la cantante opinó: «Perez es muy inteligente y escuchó mis grabaciones desde el principio al final y tiene razón». Ha confesado también: «Amo componer canciones, es tan divertido. Puedo estar yendo por ahí en ropa interior o estar lavando los platos, [aunque] compuse muchas canciones en el piano». Gaga sostiene que «toda la buena música puede tocarse en piano y aun así sonar como un éxito». Ha cantado sobre una gran variedad de temas: mientras que en The Fame (2008) se habla del lujo del estrellato, The Fame Monster (2009) habla sobre el lado oscuro de la fama, a través de metáforas relacionadas con monstruos. Born This Way (2011) presenta canciones en inglés, francés, alemán y español e incluye temáticas comunes entre las letras controvertidas de Gaga, tales como el amor, el sexo, el dinero, las drogas, la identidad, la liberación, la sexualidad, la libertad y el individualismo.
Se considera que la estructura de su música es muy similar al pop de la década de 1980 y el europop de la década de 1990. Sobre su álbum debut, The Fame, The Sunday Times mencionó que «al combinar la música, la moda, el arte y la tecnología, [Gaga] recuerda a Madonna, Gwen Stefani [en su etapa] “Hollaback Girl”, Kylie Minogue en 2001 o Grace Jones actualmente» y una crítica del Boston Globe comentó que la cantante «se inspira en forma obvia en Madonna y Gwen Stefani, [...] en su voz femenina pero potente y su ritmo efervescente». El crítico musical Simon Reynolds comentó: «Todo lo de Gaga proviene del electroclash, a excepción de la música, que no es particularmente de 1980, [sino que es] un pop firmemente pegadizo decorado con Auto Tune y ritmos de R&B». En el siguiente álbum, The Fame Monster (2009), Gaga mostró su gusto por las imitaciones y en el álbum se ve «glam rock y arena de los setenta, disco de ABBA desenfadado e imitaciones edulcoradas de Stacey Q». A su vez, Born This Way (2011) también presenta estos rasgos de su infancia y posee los «ritmos electrónicos turbios y estribillos [que parecen] cantos de eurodisco» de su predecesor, así como diversos géneros musicales como ópera, heavy metal, disco y rock and roll. La revista Rolling Stone comentó al respecto: «No hay un solo momento sutil en el álbum, pero incluso en lo más tierno, la música está llena de detalles emotivos muy destacados» y concluyó al respecto que «cuanto más excesiva es Gaga, más honesta parece».

### Videos musicales y actuaciones

Gaga durante una presentación de «Teeth» calificada como «polémica».

Con un cambio constante de vestimenta, bailarines de fondo e imágenes provocativas, los videos de Gaga se describen normalmente como películas en miniatura. Admite que «ser provocativa no se trata solo de llamar la atención de la gente. También se trata de decir algo que realmente afecte a la gente en forma concreta [y] positiva». La exploración de la esclavitud y el sadomasoquismo, así como destacar temáticas femeninas frecuentemente «son los tres temas centrales que dan forma a los videos de música de Gaga; el sexo, la violencia y el poder». Un crítico mencionó: «Digno de un vodevil y carnal, Gaga tiene la habilidad de llevar casi fantasías de violación —en canciones y videos que doblan a los éxitos de discoteca pegadizos— a la cima de las listas». Otro comentó: «Ya sea violencia física o explotación sexual, estos videos ofrecen descripciones vívidas del poder masculino sobre el cuerpo de las mujeres». Además de llamarse a sí misma «un poco feminista» —rechaza el feminismo radical— y afirmar que es «una mujer sexualmente poderosa», Gaga lucha para que las mujeres jóvenes sigan lo que creen. También intenta liberar a sus admiradores para que puedan sentirse «menos solos». La crítica de pop Ann Powers afirmó: «No solo reitera su afirmación con total originalidad, sino que también la ajusta hasta que se vuelve una postura filosófica sobre el cómo construir una persona a partir de fuentes de la cultura pop puede ser una expresión de la verdad de uno, como esas drag queens que Gaga admira sinceramente, y un poco de acción feminista». Sobre sus videos en general, Rolling Stone planteó la pregunta retórica: «¿Alguien vio un video de Lady Gaga “moderado”?».
Sus interpretaciones son descritas como «altamente entretenidas e innovadoras». En particular, la interpretación de «Paparazzi» en la edición de 2009 de los MTV Video Music Awards, donde la cantante utilizó sangre, fue descrita como «alucinante» por MTV. Continuó con esta temática en la gira The Monster Ball Tour, en la que usó un corsé de cuero revelador y se veía «atacada» por un bailarín vestido de negro, quien mordía su cuello y provocaba que comience a correr sangre por su pecho. Tras esto, la artista se acuesta «muerta» en un charco de sangre. Sus presentaciones de este estilo en Mánchester, Inglaterra, dispararon protestas de grupos familiares y seguidores debido a que había sucedido una tragedia local, donde un taxista había asesinado a doce personas. Lynn Costello, de Mothers Against Violence afirmó: «Lo que pasó en Bradford todavía está muy fresco en las mentes de la gente y darles toda esa violencia, con lo que pasó en Cumbria unas horas antes es inconsciente». Chris Rock defendió más tarde esta conducta extravagante y provocativa. «Bueno, es Lady Gaga», afirmó, «no es Lady “compórtate bien”. ¿Quieren un comportamiento excelente de parte de una persona llamada Gaga? ¿Es eso lo que estaban esperando?».
Más tarde en la edición de 2010 de los MTV Video Music Awards usó un vestido acompañado con botas, un bolso y un pequeño sombrero imitando la carne de un animal muerto. El vestido, nombrado «la declaración de la moda» de 2010 por la revista Time y ampliamente conocido como «el vestido de carne», fue creado por el diseñador argentino Franc Fernández y recibió opiniones contrapuestas. Atrajo la atención de los medios a nivel internacional y desató la furia de la organización de derechos de los animales PETA. Gaga, sin embargo, negó más tarde toda intención de faltar el respeto a cualquier persona u organización y esperó que el traje se interprete como una afirmación de los derechos humanos que se concentra en estos dentro de la comunidad LGBT. Gaga admite que es perfeccionista con respecto a sus conciertos tan elaborados: «Soy muy mandona, puedo gritar como loca si veo una luz fuera de lugar. Soy muy detallista, cada minuto del espectáculo debe ser perfecto».

### Imagen pública
Cuando Chris Molanphy, de Rolling Stone, nombró a Gaga como «Reina del Pop» en un ranking de 2011 entre quince artistas, como Adele o Britney Spears, su música, su sentido estético y su persona eran temas muy controvertidos. Su estatus de modelo a seguir, pionera e ícono de la moda se afirma o se niega alternativamente. Los álbumes de Gaga han tenido en general una recepción positiva, donde los críticos destacaban su lugar único en la música pop, la necesidad de nuevos movimientos en la cultura popular, la atención que Gaga hace dirigir a fenómenos sociales y la inherente naturaleza subjetiva de su arte. El énfasis que hace en la alta autoestima para sus seguidores también se elogió, así como su capacidad para dar vida a la industria de la moda.
En oposición a su estilo extravagante, el New York Post describió su apariencia al principio de su carrera como la de «una refugiada de Jersey Shore» con un «largo cabello negro, gran cantidad de maquillaje en los ojos y ropa apretada y reveladora». Gaga era naturalmente castaña; aclaró su cabello para ser rubia debido a que se la confundía frecuentemente con Amy Winehouse. Se refiere a menudo a sus seguidores como «little monsters» (pequeños monstruos) y a modo de dedicatoria, se tatuó la inscripción en «el brazo que lleva el micrófono». Posee además seis otros tatuajes conocidos, entre los que se destacan un símbolo de la paz inspirado en John Lennon, a quien Gaga considera «su héroe» y un texto en alemán en su brazo que consiste en una cita del poeta Rainer María Rilke, su filósofo preferido y comentó al respecto que «su filosofía de la soledad» le hablaba. Cuando Gaga se reunió brevemente con Barack Obama en la colecta de fondos para la Human Rights Campaign, el presidente describió su encuentro como «intimidante», dado que la artista usaba unos tacones de dieciséis centímetros y era por ello la mujer más alta del salón.

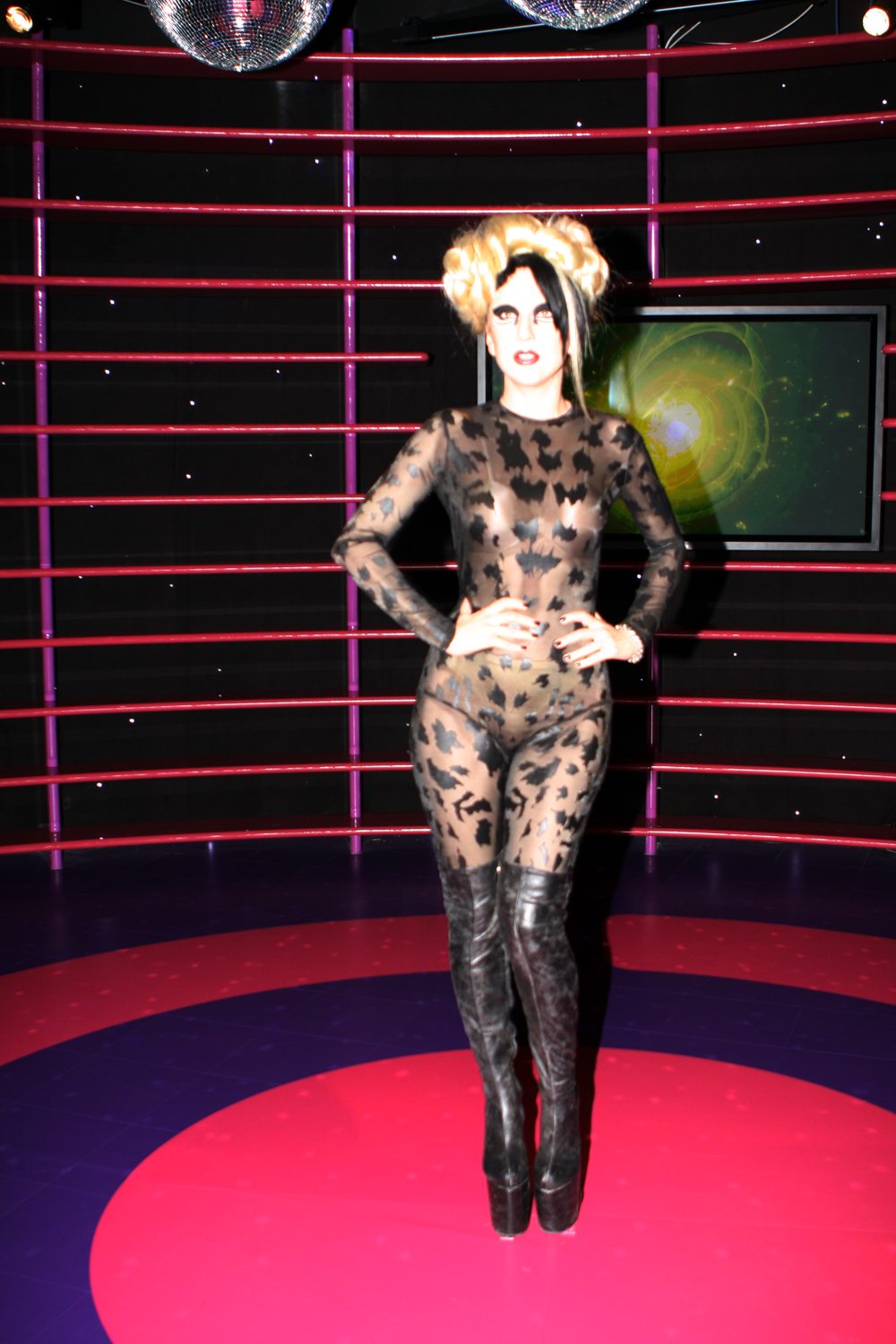
Escultura de cera de Gaga en el museo Madame Tussauds de Sídney, Australia.

Hacia fines de 2008, se hicieron comparaciones entre el sentido de la moda de Gaga y su colega Christina Aguilera y se notaron similitudes en su estilo, su cabello y maquillaje. Aguilera afirmó que estaba «completamente despreocupada en cuanto a Gaga» y «no sabía si [era] hombre o mujer». Gaga emitió un comunicado en que agradecía estas comparaciones debido a que la atención le generaba una publicidad útil y dijo: «[Aguilera] es una estrella tremenda y debería enviarle flores, porque un montón de gente en Estados Unidos no sabía quién era yo hasta que esto pasó. Realmente me puso en el mapa, de cierto modo».
Cuando fue entrevistada por Barbara Walters para su especial anual para ABC News de las diez personas más fascinantes de 2009, Gaga desacreditó la afirmación de que era intersexual y la calificó de leyenda urbana. Contestando la pregunta, ella sostuvo: «Al principio era muy extraño y era como que todos decían: “¡Esta sí que es una historia!”. Pero en cierto sentido, me muestro de una forma muy andrógina, amo la androginia». Más allá de la afirmación de Aguilera, las comparaciones continuaron en 2010, cuando lanzó el video musical de su sencillo «Not Myself Tonight». La crítica detectó similitudes entre la canción y su video y el video de Gaga para «Bad Romance». Además, se hicieron comparaciones similares entre el estilo de Gaga y el del ícono de la moda Dale Bozzio de la banda Missing Persons. Algunos han considerado que ambas poseen un sorprendente paralelismo, aunque admiradores de Missing Persons argumentan que Bozzio fue pionera desde hace treinta años.
Durante una entrevista publicada en mayo de 2011 con la revista Harper's Bazaar, Gaga habló sobre la aparición de crestas similares a cuernos en sus mejillas, sienes y hombros. Cuando se le preguntó por el maquillaje necesario para agregar estas prótesis, ella comentó: «No son prótesis, son mis huesos». Además, aclaró que no fueron resultado de una cirugía estética, ya que la considera un derivado de la inseguridad producida por la fama al que no suscribe. Posteriores preguntas sobre el tema la llevaron a afirmar que son una representación artística de su luz interior de inspiración, parte de la «obra de teatro» que es su imagen musical, una cosa inevitable para convertirse en lo que es. Sobre la influencia de Lady Gaga en la cultura moderna y su ascenso a la fama global, el sociólogo Mathieu Deflem dictó un curso en la Universidad de Carolina del Sur titulado «Lady Gaga and the Sociology of the Fame» («Lady Gaga y la sociología de la fama»), con el objetivo de ilustrar sobre «algunas dimensiones sociológicamente relevantes de la fama de Lady Gaga».

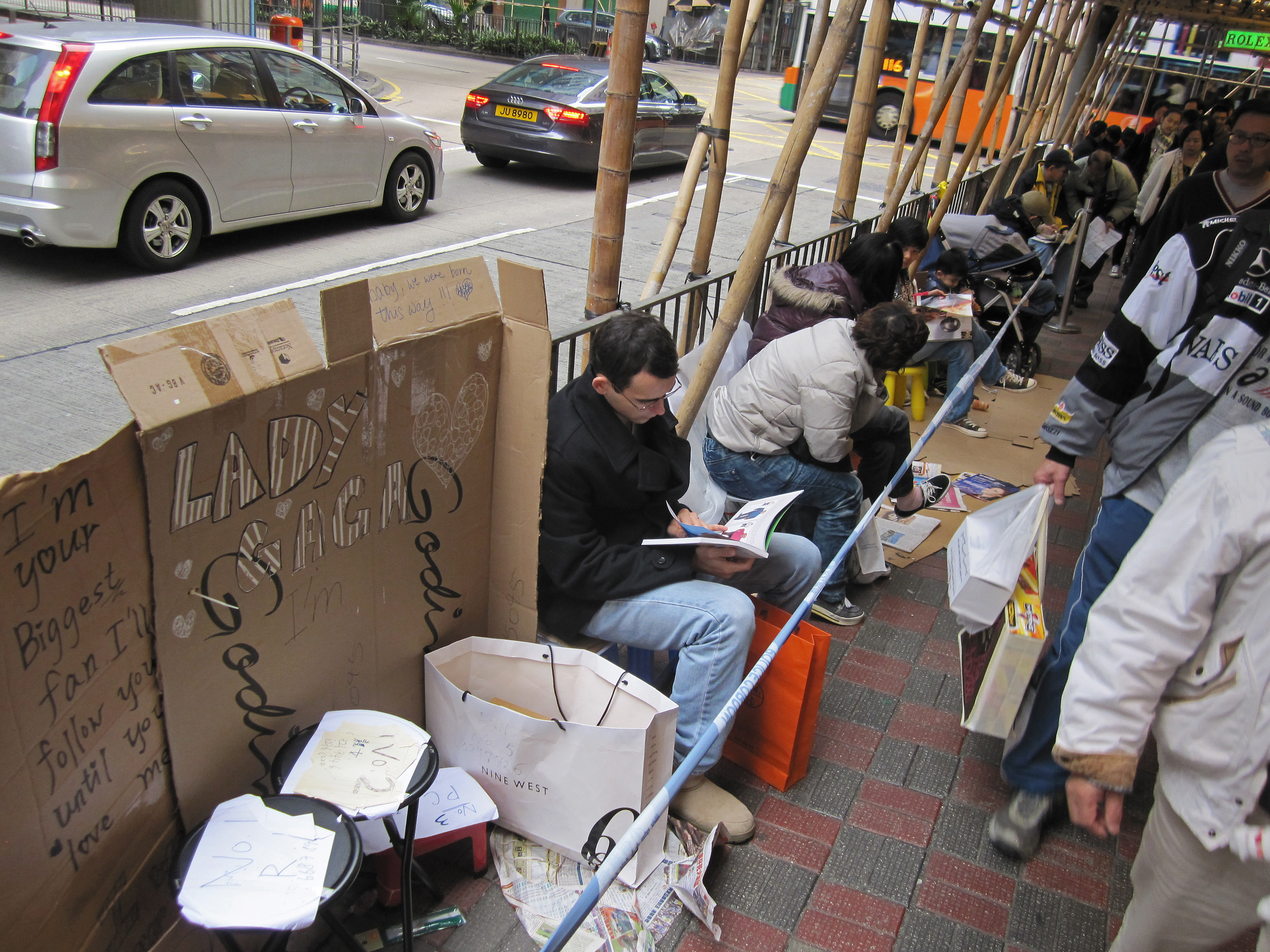
«Pequeños monstruos» de la cantante haciendo fila para la compra de las entradas de su Born This Way Ball Tour para su concierto en Hong Kong.

El hecho de que Gaga llame a sus seguidores «pequeños monstruos» ha inspirado críticas negativas, pese a la naturaleza tan comercial de su música y su imagen. Para algunos, esta dicotomía es contraria al concepto de cultura extranjera. Kitty Empire de The Guardian opina que la dicotomía «[...] permite al espectador tener una experiencia “transgresora” sin que necesite pensar. Sin embargo, en el fondo de la interpretación, está la idea de que Gaga es la loca y marginada. En The Monster Ball todos pueden ser libres. Todo este sinsentido mayor, con esos montones de gente comprando la música astutamente comercial no se limita al mundo de los drag queens y las modernas criaturas nocturnas de las que [Gaga] toma su inspiración. Pero Gaga parece sincera». Camille Paglia escribió un artículo de portada titulado «Lady Gaga and the death of sex» («Lady Gaga y la muerte del sexo») el 12 de septiembre de 2010 para The Sunday Times, en el que afirmó que Gaga «es más bien una ladrona de identidad que alguien que rompe los tabúes eróticos, un producto manufacturado del mainstream que afirma cantar para los raros, los rebeldes y desposeídos, cuando no es nada de eso». Gaga además lanzó littlemonsters.com en julio de 2012 y fue la primera red social dedicada a los seguidores de una artista. Esta red fue diseñada por una compañía privada llamada Backplane, cuyos miembros son Lady Gaga, Troy Carter y Matt Michelsen. Además, se la comparó con Pinterest.
En 2012, Lady Gaga fue parte de una exhibición temporaria llamada The Elevated. From the Pharaoh to Lady Gaga marking the 150th anniversary of the National Museum («Lo elevado: desde el Faraón a Lady Gaga, en el 150.º aniversario del Museo Nacional») en la ciudad de Varsovia. Esta exhibición, que trata sobre los mecanismos y la iconografía del poder, fue financiada por el Ministerio de Cultura y Patrimonio Cultural de Polonia. Su finalidad es mostrar la omnipresencia de un orden jerárquico, desde la Antigüedad hasta el presente. Las muestras del evento eran un conjunto de bustos de mujeres que alcanzaron una posición social elevada en su época. Una de las mujeres presentes en la colección, Dorothea de Biron, provenía de una familia distinguida. Por eso, sumado a su belleza e intelecto, recibió admiración universal y fue una celebridad en la cultura cortesana del siglo XVIII. Gaga, cuya escultura enseñaba el vestido de carne cruda, se consideró un ícono de la actualidad, con un poder que ejerce sobre los medios masivos y también, una gran especialista en crear su propia imagen. Por su parte, dicho vestido será exhibido en el Museo Nacional de Mujeres en el Arte, ubicado en Washington D. C., con una explicación de su mensaje político.
Por otro lado, un nuevo género de helechos, Gaga y dos especies, G. germanotta y G. monstraparva recibieron su nombre en honor a la artista. El nombre específico monstraparva hace referencia a sus admiradores, cuyo saludo oficial es la «mano de monstruo», que guarda una interesante semejanza con un helecho floreciendo. La Aleiodes gaga, una especie de avispa parasítica también recibió su nombre por la artista. El género y especie Kaikaia gaga igualmente deben su nombre a la artista, pues, según el biólogo que las descubrió, «sus extravagantes cuernos jamás vistos en su hábitat recuerdan a la excentricidad de la cantante en la industria». Por otra parte, en diciembre de 2010, se colocaron ocho estatuas de cera de la cantante en diferentes museos Madame Tussauds de distintas partes del mundo, como Ámsterdam, Berlín, Londres y Shanghái, lo que la convirtió en la persona con más réplicas hasta la fecha. La directiva encargada de la creación de las figuras, explicó en un comunicado que la cantante es «uno de los mayores y más exclusivos talentos en el mundo, ella es el sujeto perfecto para el mayor lanzamiento de figuras en la historia de Madame Tussauds. Todos los estilos que se trabajan son de una Gaga clásica». Un año después, el museo colocó una nueva estatua en Blackpool con un traje de estilo navideño jamás usado por la artista. Posteriormente, a principios de 2012, su décima y más reciente escultura fue colocada en el primer Madame Tussauds de Busán, Corea del Sur, inspirada en su vestuario utilizado en su visita a Tokio, Japón, el mismo año.

## Filantropía y activismo político

Lady Gaga en la gala benéfica The Rainforest Concert Benefit de 2010.

Además de su carrera musical, Gaga es una filántropa que ha contribuido en varias obras humanitarias y de caridad. Aunque rechazó un ofrecimiento de grabar una canción de beneficencia, Gaga dio un concierto dentro de su gira The Monster Ball Tour tras el Terremoto de Haití de 2010 y lo dedicó al fondo del país destinado a la reconstrucción. Los ingresos de este concierto, que tuvo lugar en el Radio City Music Hall de Nueva York el 24 de enero de 2010, se donaron. Además, todas las ganancias de las ventas de los trabajos de Gaga en su tienda en línea de aquel día se destinaron a dicho fondo. La cantante anunció que se recolectó un total estimado de 500 000 USD. Horas después de que el terremoto y tsunami golpeara Japón el 11 de marzo de 2011, Gaga envió un mensaje a través de Twitter y un vínculo a Japan Prayer Bracelets. Diseñó junto a la compañía una pulsera para destinar los ingresos de las ventas a los fondos japoneses. Estas pulseras han recaudado 1.5 millones USD hacia el 29 de marzo de 2011. Gaga se presentó en un espectáculo caritativo de MTV Japón que tuvo lugar el 25 de junio de 2011 en el Makuhari Messe en beneficio de la Cruz Roja Japonesa, la organización que asistió a las víctimas tras el sismo y tsunami. Sin embargo, la abogada Alyson Oliver entabló un juicio contra Gaga en Detroit en junio de 2011 debido a que la pulsera estaba sujeta a un impuesto de ventas y se añadía un recargo por viaje marítimo de 3.99 USD. Además, no creía que todas las ganancias de las ventas del producto se destinarían al fondo caritativo y solicitó que se contabilizaran los ingresos de la campaña y se diera un reintegro a quienes habían comprado el brazalete. El portavoz de Gaga calificó al juicio como «carente de pruebas» y «mal llevado».
En octubre de 2012 se afirmó que Gaga se reunió con el fundador de WikiLeaks, Julian Assange, en la embajada de Ecuador de Londres. El día 9 del mismo mes, Yoko Ono le entregó, junto con otros cuatro activistas, el premio Lennon Ono Grant for Peace en Reikiavik, Islandia. El 6 de noviembre, Gaga afirmó que donaría un millón USD a la Cruz Roja estadounidense para ayudar a las víctimas del huracán Sandy. Además, Gaga mostró su apoyo al programa Child Friendly School de la Unicef en la lucha contra el acoso escolar. De esta forma, visitó una escuela situada en el Distrito de Ventanilla, en la provincia constitucional del Callao en Perú, donde compartió una charla interactiva con los niños de allí, en torno a dicha temática. Sobre el tema, la artista mencionó: «Todos los niños tienen derecho a sentirse valiosos, pero no todos tienen oportunidades adecuadas; pienso que Unicef logra hacer esto más equitativo».
En una noche de caridad en California, la cantante pidió a Obama una participación activa para combatir el acoso escolar. El 7 de abril de 2016, Gaga se unió al vicepresidente Joe Biden en la Universidad de Nevada, Las Vegas, para apoyar la campaña It's On Us a medida que viajaba a las universidades en nombre de la organización, que ha visto a más de 250 000 estudiantes firmar un compromiso de solidaridad y activación. Posteriormente, asistió a la 84.ª Conferencia de Alcaldes de los Estados Unidos en Indianápolis donde, junto con el decimocuarto dalái lama, habló sobre el poder de la bondad y cómo hacer del mundo un lugar más compasivo. El gobierno chino incluyó a Gaga en una lista de fuerzas extranjeras hostiles, y los sitios web y organizaciones de medios chinos fueron ordenados a dejar de distribuir sus canciones. El Departamento de Publicidad del Partido Comunista de China también emitió una orden para que los medios controlados por el Estado condenaran esta reunión.
En medio de la pandemia de COVID-19 en marzo de 2020, Gaga anunció que el 25 % de las ganancias de su línea de maquillaje Haus Laboratories serían donados a los bancos alimenticios de las ciudades de Los Ángeles y Nueva York. Asimismo, promovió el One World: Together at Home, un especial que se transmitió simultáneamente en redes de televisión por cable y plataformas de streaming internacionalmente para beneficiar al Fondo de Respuesta Solidaria COVID-19 de la Organización Mundial de la Salud.
En octubre de 2024, Gaga se reunió con el magnate empresarial Bill Gates, cofundador de Microsoft, como parte del documental de Netflix ¿Y ahora qué? El futuro según Bill Gates (2024), donde se abordan temas clave relacionados con el futuro y la tecnología. En el encuentro, que tuvo lugar en Palm Desert, California, la cantante se expresó sobre la relación entre la información y el entretenimiento, y sobre la importancia de mantener la humanidad en las interacciones personales en la era digital. El 4 de noviembre de 2024, en Filadelfia, la cantante fue invitada por Kamala Harris para que haga el cierre de la campaña de las elecciones presidenciales de Estados Unidos de 2024, donde interpretó su canción «The Edge of Glory» (2011) y «God Bless America» (1938) de Irving Berlin. Además de expresar públicamente su apoyo a la candidata, Gaga declaró que:

Durante más de la mitad de la vida de este país, las mujeres no tuvieron voz. Hoy llevo en mi corazón a todas las mujeres fuertes y tenaces que me hicieron quien soy. He emitido mi voto por alguien que será presidente para todos los estadounidenses.

### Lucha contra el VIH/sida
Gaga también contribuye en la lucha contra el sida, bajo la premisa de enseñar a las mujeres jóvenes los riegos de la enfermedad. En colaboración con Cyndi Lauper, Gaga lanzó una línea de lápiz labial junto a MAC Cosmetics y a través de su línea de cosméticos suplementaria, Viva Glam. Los ingresos de las líneas Viva Glam Gaga y Viva Glam Cyndi se destinaron a la campaña de prevención a nivel mundial del VIH y el sida de la compañía de cosméticos. En un comunicado de la prensa, Gaga declaró: «No quiero que Viva Glam sea solo un labial que compras para ayudar a una causa. Quiero que sea un recordatorio de que cuando salgas de noche debes poner un condón en tu bolso, cerca de tu labial». La venta del lápiz y brillo labial Viva Glam recolectó más de 202 millones USD para combatir el sida y el virus VIH.

### Inmigración y apoyo a la comunidad LGBT

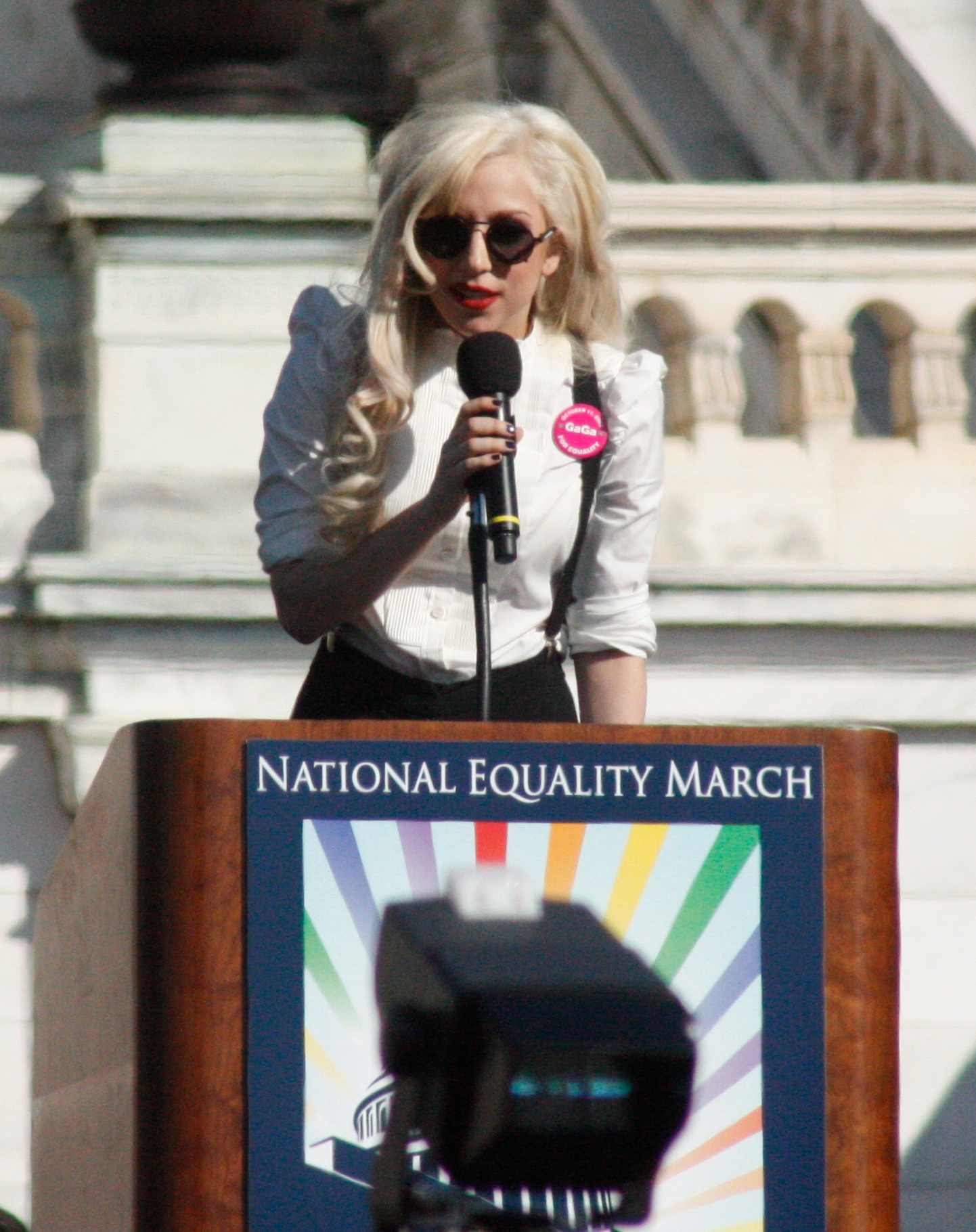
Gaga dando un discurso en la National Equality March de 2009.

Gaga atribuye gran parte de su éxito inicial como artista del mainstream a sus admiradores homosexuales y es considerada un ícono gay. En los comienzos de su carrera, tuvo dificultades para lograr radiodifusión y afirmó al respecto: «Lo determinante para mí fue la comunidad gay. Tengo muchos seguidores homosexuales, son muy leales conmigo y realmente me han hecho ascender. Siempre me acompañarán y yo a ellos. No es cosa sencilla el crear un grupo base de admiradores». Agradeció a FlyLife, una compañía de mercadotecnia con base en Manhattan dirigida hacia la comunidad LGBT con la que Interscope Records trabaja, en los créditos de The Fame, con las palabras: «Los amo mucho. Fueron los primeros latidos de este proyecto y su apoyo y talento significan el mundo para mí. Siempre pelearé por la comunidad gay mano a mano con este equipo increíble». Una de sus primeras interpretaciones televisadas fue en mayo de 2008 en los NewNowNext Awards, una entrega de premios transmitida por el canal de televisión LGBT Logo, donde cantó «Just Dance». En junio de dicho año, cantó el tema otra vez en la marcha del orgullo LGBT de San Francisco.
Tras el lanzamiento de The Fame, reveló que la canción «Poker Face» trata de su bisexualidad. En una entrevista con Rolling Stone, habló de cómo tendían a reaccionar sus novios con respecto a su bisexualidad: «El hecho de que esté con mujeres los intimida, los hace sentir incómodos. Están como: “No necesito un trío, estoy feliz solo contigo”». Cuando se presentó como invitada en el programa The Ellen DeGeneres Show en mayo de 2009 elogió a la conductora por ser una «inspiración para las mujeres y la comunidad gay». Afirmó que la marcha de igualdad nacional (en inglés, National Equality March) que tuvo lugar el 11 de octubre de 2009 fue el evento más importante de su carrera. Cuando se retiró, lo hizo diciendo en forma exultante: «¡Bendigan a Dios y bendigan a los homosexuales!», en forma similar a su discurso de aceptación en los MTV Video Music Awards de 2009 un mes antes.

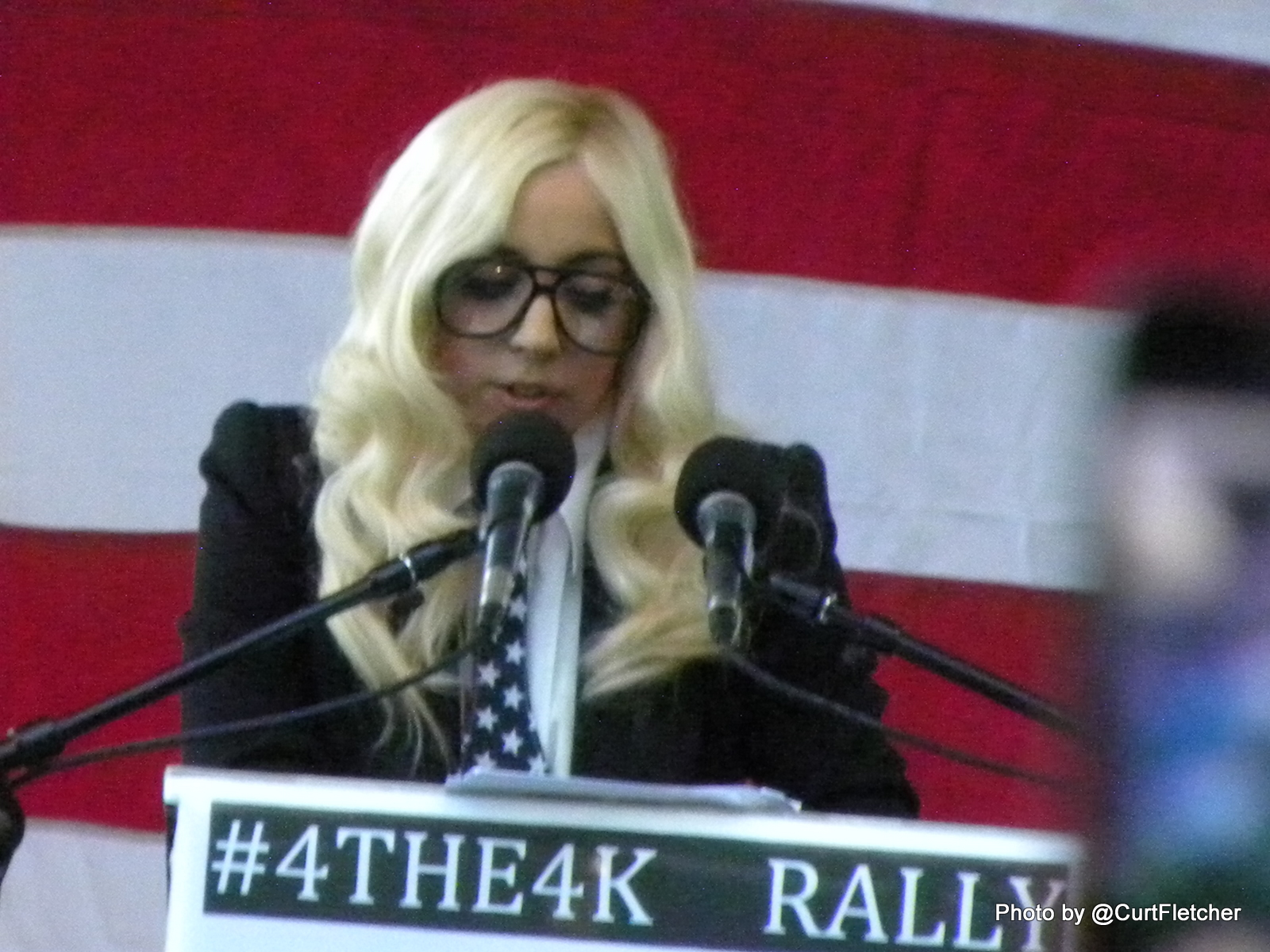
Gaga habló sobre la política del Don't ask, don't tell en 2010.

Gaga asistió a la entrega de 2010 de los MTV Video Music Awards acompañada por cuatro miembros de las Fuerzas Armadas de los Estados Unidos, Mike Almy, David Hall, Katie Miller y Stacy Vásquez. A todos ellos, bajo la política militar estadounidense de Don't ask, don't tell (DADT), se les había prohibido servir abiertamente debido a su homosexualidad. Además, Gaga usó un vestido elaborado con la carne de animales en dicha ceremonia, más conocido como el «vestido de carne». Esto se interpretó como una afirmación de los derechos humanos, particularmente focalizada en los de la comunidad LGBT y añadió que «si no defendemos lo que creemos y no peleamos por nuestros derechos, muy pronto vamos a tener tantos derechos como la carne en nuestros propios huesos». Más tarde, lanzó tres videos en YouTube en los que anima a sus admiradores a contactar a sus senadores en un intento de eliminar dicha política. A fines de septiembre de 2010, pronunció un discurso en la marcha de la Servicemembers Legal Defense Network «4the14K» en el parque Deering Oaks en Portland, Maine. El nombre de la manifestación significaba el número de miembros del servicio destituidos bajo la política DADT en aquel entonces. Entre sus comentarios, llamó a los miembros del Senado estadounidense —en particular, a las senadoras republicanas moderadas de Maine Olympia Snowe y Susan Collins— a votar a favor del proyecto de ley que eliminaría esta política. Tras este evento, los editores de The Advocate comentaron que Gaga se convirtió en «la verdadera defensora apasionada» de los homosexuales, algo que Barack Obama había prometido ser. Por otra parte, la cantante también llevó a cabo una campaña por medio de videos, en la que insta a los senadores de Maine, Minesota, Maryland y Washington a votar a favor del matrimonio gay.
Gaga se presentó en Europride, un evento paneuropeo internacional dedicado al orgullo LGBT que tuvo lugar en Roma en junio de 2011. En un discurso de casi veinte minutos de duración, criticó el estado de intolerancia hacia los derechos de los homosexuales en muchos países europeos y describió a los homosexuales como «los revolucionarios del amor», antes de tocar versiones acústicas de «Born This Way» y «The Edge of Glory» frente a miles de personas en el Circo Máximo. Además, afirmó que «hoy y todos los días luchamos por la libertad, peleamos por la justicia. Esperamos compasión, comprensión y sobre todo, queremos plena igualdad ahora». Gaga reveló que a veces se cuestiona por qué se dedica a los «discursos gay» y «lo gay» que es ella. Sobre eso comentó al público: «¿Por qué esa pregunta, por qué ese asunto es tan importante? Mi respuesta es: soy una hija de la diversidad, soy una con mi generación, siento una obligación moral como mujer o como hombre de ejercer mi potencial revolucionario y hacer del mundo un lugar mejor». Luego, bromeó: «En una escala gay del uno al diez, soy una jodida Judy Garland 42».

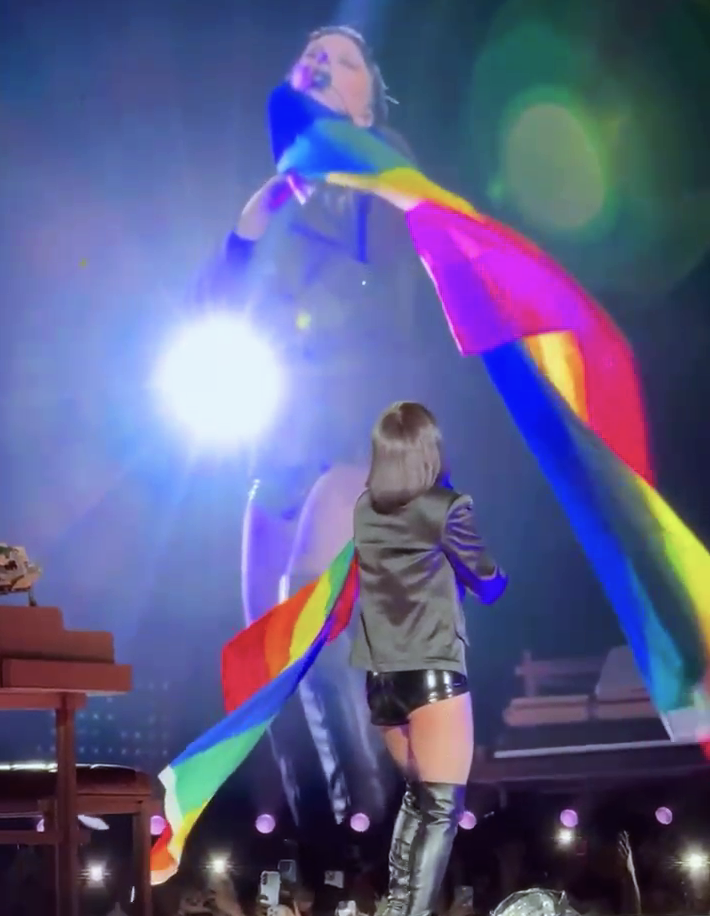
Gaga ondeando la bandera LGBT durante su concierto en la playa de Copacabana en 2025.

Con la interpretación de la canción bilingüe «Americano», de su segundo álbum de estudio, Born This Way, Gaga ingresó en el debate que rodea a la Ley Arizona SB1070, concerniente a la inmigración. Tocó la canción por primera vez en un concierto de Guadalajara, México durante su gira The Monster Ball Tour y comentó a la prensa que «no podía tolerar las leyes de inmigración injustas» de Estados Unidos. Lady Gaga asistió al NYC Gay Pride Rally el día 28 de junio de 2013. Allí dio un discurso, agradeciendo el apoyo recibido por la comunidad LGBT, y cantó el himno nacional de los Estados Unidos. En junio de 2016, durante una vigilia celebrada en Los Ángeles para las víctimas del ataque en la discoteca gay Pulse en Orlando, Gaga leyó en voz alta los nombres de las 49 personas que murieron en el ataque, dando también un discurso de apoyo. En el mismo mes, la Human Rights Campaign publicó un video en homenaje a las víctimas; en el video, Gaga y otras celebridades contaron las historias de todas y cada una de las personas que murieron allí.
El 2 de febrero de 2025, durante su discurso en la 67.ª edición de los Premios Grammy, la cantante se pronunció sobre la situación de la comunidad LGTBIQ+, en especial de las personas trans y queer, quienes habían enfrentado duras críticas debido a algunas políticas y declaraciones del 47.º presidente de los Estados Unidos, Donald Trump. En su discurso, Gaga afirmó: «Las personas trans no son invisibles, merecen amor, y la comunidad queer merece ser elevada». Ese mismo mes, en una entrevista con la revista Elle, reiteró su apoyo y declaró: «Siento mucha compasión y amor por toda esa gente que hoy tiene miedo. Sé que para muchos estas elecciones han sido devastadoras para su existencia y que las comunidades marginadas serán las primeras en verse afectadas. No vamos a caer sin luchar. Va a ser duro, pero estoy preparada. Estamos dispuestos».

### Born This Way Foundation

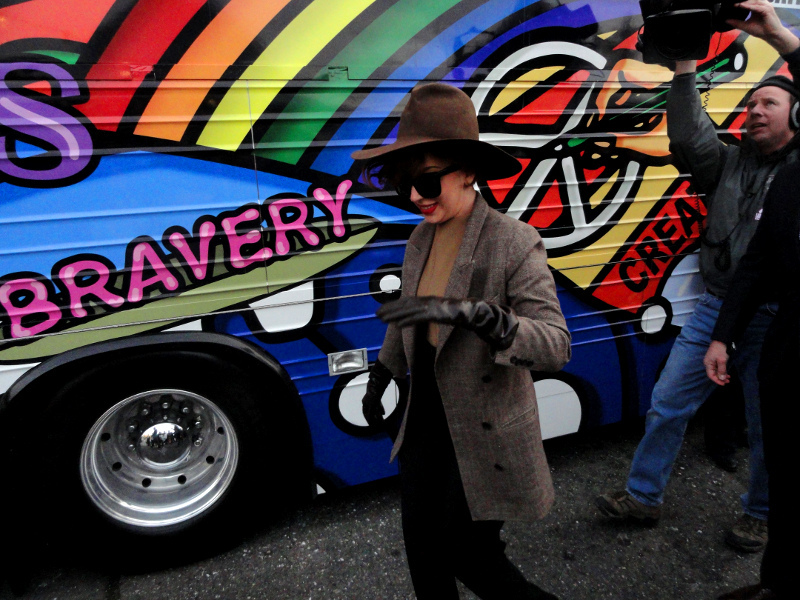
Gaga durante un evento de la Born This Way Foundation en 2013.

En 2012 Gaga creó la Born This Way Foundation (BTWF), una organización sin ánimo de lucro que se ocupa de asuntos tales como el empoderamiento de la juventud, la confianza en uno mismo, el bienestar, la lucha contra el acoso escolar, el asesoramiento y el desempeño laboral. Su nombre proviene de su álbum y su sencillo de 2011. La fundación tiene planeado cooperar con otras, entre las que se cuentan la John D. and Catherine T. MacArthur Foundation, The California Endowment y el Berkman Center for Internet & Society de la Universidad de Harvard. En su inauguración, que tuvo lugar en dicha universidad, dieron un discurso personalidades como la propietaria de medios Oprah Winfrey, el escritor Deepak Chopra y la secretaria de salud y servicios humanitarios, Kathleen Sebelius. En cuanto a lo económico, el presupuesto inicial de la organización consistió en 1.2 millones USD aportados por Gaga, 500 000 USD provenientes de la MacArthur Foundation y 850 000 USD de Barneys New York. Actualmente, la fundación trabaja conjuntamente con el Berkman Center for Internet & Society, la MacArthur Foundation, el California Endowment y con Viacom.
En julio de 2012 la BTWF se asoció con Office Depot, quien afirmó que donaría el 25 % de los ingresos obtenidos por las ventas de una serie limitada de productos escolares que promueven el mensaje de la fundación de Gaga. Las iniciativas de la organización en marzo y abril de 2012 incluyeron una competencia de pósteres con la consigna de responder a la pregunta «¿qué significa para ti ser valiente?», el «Born Brave Bus» —que sigue a Gaga en sus giras en una campaña contra el acoso escolar— y la comunidad y grupo escolar «Born Brave». Además, la fundación también lanzó la campaña Body Revolution 2013 en el marco de la lucha contra la anorexia y la bulimia. En su red Littlemonsters.com animó a los usuarios a subir fotos de sí mismos «para celebrar su triunfo sobre la inseguridad». La organización recibió el premio NewNowNext en abril de 2013 en la categoría de «contribución para caridad más innovadora del año».
El 24 de octubre de 2015, en el Centro de Inteligencia Emocional de Yale, Gaga se unió a 200 estudiantes de secundaria, altos responsables políticos y funcionarios académicos, incluyendo a Peter Salovey (presidente de la Universidad Yale y pionero en el estudio de la inteligencia emocional), para discutir formas de reconocer y canalizar las emociones para obtener resultados positivos. En 2016 la fundación se asoció con Intel, Vox Media y Re/code para combatir el ciberacoso. También se anunció que los beneficios del volumen 99 de V Magazine, que contó con Gaga y Kinney, serían donados a la fundación para llevar a cabo investigaciones de inteligencia social y emocional. El 9 de mayo de 2016, Gaga y Elton John lanzaron una línea de ropa y accesorios en Macy's, llamada Love Bravery, en la cual el veinticinco por ciento de cada compra fue destinado a la BTWF y la Fundación Elton John contra el VIH SIDA. Por otra parte, Gaga y Live Nation destinaron un dólar a la fundación por cada boleto vendido en Norteamérica para sus giras Joanne World Tour y The Chromatica Ball.

## Legado
Desde los inicios de su carrera, Gaga ha sido apodada con distintos títulos, entre los que destacan principalmente «Princesa del Pop» y «Reina del Pop». Sin embargo, su apodo más utilizado es «Madre Monstruo», en relación con el apodo de sus seguidores («Pequeños monstruos») y la conexión cercana que ha entablado con ellos. El canal Vh1 la posicionó en el cuarto lugar de su lista de las 100 Mayores Mujeres en la Música. En 2023, aparece en el puesto número 58 de la lista «Los 200 mejores cantantes de todos los tiempos» de la revista Rolling Stone. También es nombrada por Joe Biden como copresidenta del Comité de Artes y Humanidades.
Varios expertos han acreditado a Gaga como la responsable de popularizar la música electrónica luego del éxito de The Fame (2008). El impacto del álbum fue destacado por el productor Tommie Sunshine, quien dijo: «Cualquiera que intente desacreditar a Lady Gaga por todo lo que ha hecho por la música electrónica está loco. RedOne, Space Cowboy y ella han hecho mucho por volver mainstream la música dance. Lo siento, pero David Guetta no tendría un top 10 y no existiría The E.N.D. de The Black Eyed Peas si no fuera por The Fame. La influencia de ese álbum es épica, y estamos teniendo esta conversación gracias a ello». De igual forma, The Fame batió variedad de récords en las listas de Billboard; con 108 semanas, es el álbum con el reinado más largo del Top Dance/Electronic Albums, y ha alcanzado la primera posición por al menos una semana en siete años distintos (2008-2012, 2017 y 2018). Fue también el disco de dicho género más exitoso durante la década de 2010, a pesar de haberse lanzado en 2008.
El diario The Irish Times sostuvo que la popularidad de Gaga y la teatralidad de sus videoclips hizo que el público en general se volviera a emocionar por los vídeos pop, lo cual jugó un papel importante en la popularización de plataformas como YouTube. A inicios de 2010, el vídeo de «Bad Romance» se convirtió en el más visto de YouTube y fue también el primero en superar las 200 millones de visitas. Meses después, Gaga se convirtió en la primera artista en superar las mil millones de visitas en su canal. Asimismo, también se le acredita a Gaga por devolver la extravagancia a la cultura pop, lo cual se hizo notar entre sus semejantes, entre las que se encuentran Rihanna con Rated R (2009), Christina Aguilera con Bionic (2010) y Katy Perry con Teenage Dream (2010). Otras artistas como Nicki Minaj, Ava Max, Billie Eilish y Kyary Pamyu Pamyu han sido ampliamente comparadas con Gaga debido a su extravagancia y rareza, con Minaj siendo incluso nombrada «la Lady Gaga negra» por algunos medios, mientras que Pamyu es comúnmente apodada como «la Lady Gaga japonesa». Gaga también ha sido acreditada como la pionera en la tendencia de nombrar a los grupos de admiradores, luego de haber llamado a sus seguidores «Little Monsters» («Pequeños monstruos»), tendencia que siguieron artistas como Rihanna, Katy Perry, Kesha, Nicki Minaj, Justin Bieber, Taylor Swift, Miley Cyrus, entre otros.
La revista Time publicó un artículo en 2015 asegurando que «Gaga prácticamente inventó la actual era de la música pop como medio de espectáculo». Asimismo, Rob Sheffield escribió para la revista Rolling Stone que: «Es difícil imaginar un mundo donde Gaga no existió, pero sí es seguro que sería bastante más aburrido». Sheffield también destacó a Born This Way (2011) como el undécimo mejor álbum femenino de la historia. Gaga también ha sido especialmente aclamada por utilizar su popularidad para abarcar temas sociales, como fue el caso de su anticipado sencillo «Born This Way», que se convirtió en la primera canción con la palabra «transgender» (transgénero) en liderar las listas de éxitos a nivel mundial. Igualmente, fue la primera canción en hacer referencia a la comunidad LGBT en ser interpretada en el espectáculo de medio tiempo de un Super Bowl.
Tras el éxito de su álbum Joanne (2016), el cual se alejó de la música electrónica y la extravagancia de los trabajos anteriores de Gaga, se dio lo que la prensa llamó «el efecto Joanne», que fue una tendencia donde numerosos artistas tomaron enfoques más personales para sus siguientes trabajos, entre los que estuvieron Harry Styles, Kesha, Kylie Minogue, Miley Cyrus y Justin Timberlake. El éxito de Joanne y posteriormente de A Star Is Born (2018) fue destacado por Taylor Swift, quien dijo: «Siempre que la gente piensa que Gaga va a tomar cierta dirección, hace exactamente lo opuesto. Hizo un álbum con Tony Bennett y ganó un Grammy. Después cambió y ganó un Globo de Oro por American Horror Story: Hotel. Luego cambió y lanzó Joanne. Volvió a cambiar y ganó un Óscar con A Star Is Born. Es genial esa capacidad de ser exitoso en distintos ámbitos. Hay mucha destreza en su carrera». El trabajo de Gaga a lo largo de su carrera ha sido citado como influencia e inspiración por artistas como Miley Cyrus, Nicki Minaj, Cardi B, Celeste, Ellie Goulding, Ariana Grande, Halsey, Ashley Tisdale, Jennifer Lopez, Nick Jonas, Sam Smith, Noah Cyrus, Katherine Langford, MGMT, Greyson Chance, Blackpink, Kyary Pamyu Pamyu, Charli XCX, y Rina Sawayama.

## Logros

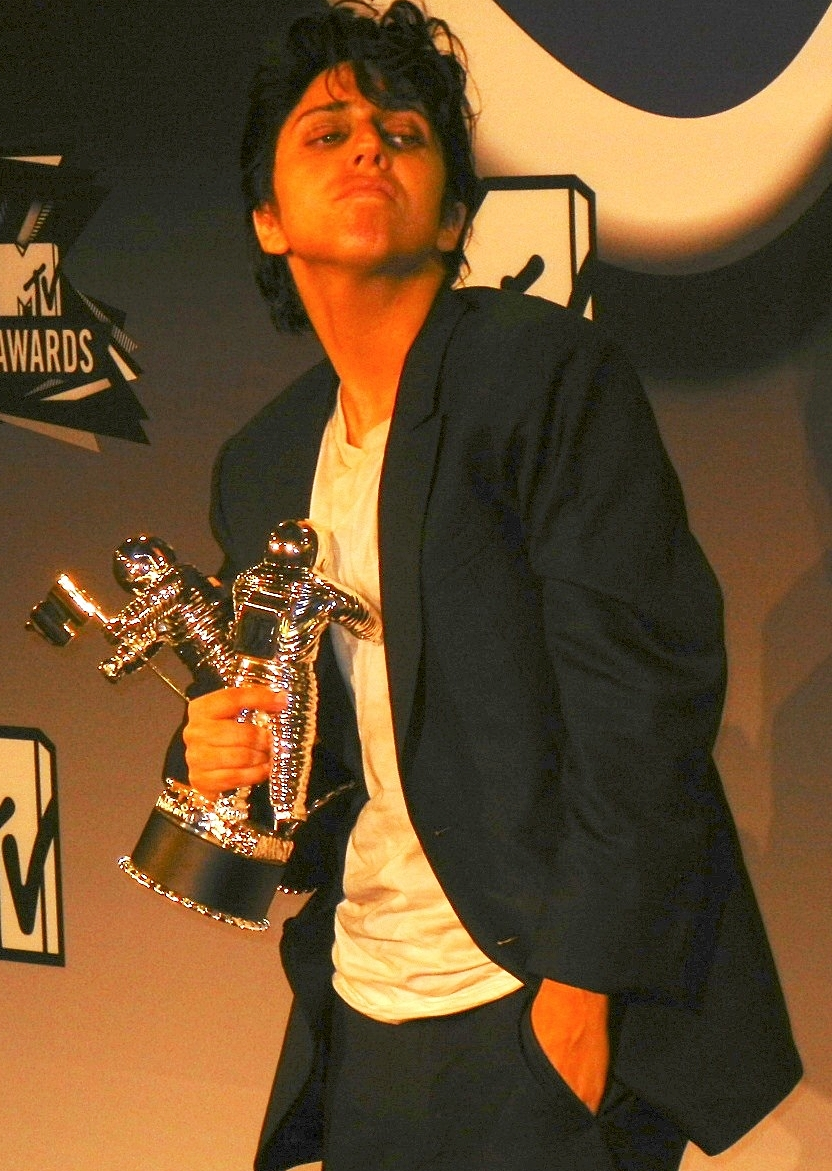
Gaga durante los MTV Video Music Awards de 2011 disfrazada de su alter ego Jo Calderone.

A lo largo de su carrera, Gaga ha conseguido hacerse con variedad de reconocimientos. En cuanto a música, ha ganado un total de catorce premios Grammy en diez categorías distintas, tras haber sido nominada veintinueve veces. Entre estas, fue nominada en tres años consecutivos como Álbum del Año, siendo la tercera mujer con más nominaciones a dicha categoría. Sus doce premios la convierten en la novena mujer con más Grammys en la historia. Gaga también ha ganado tres American Music Awards y nueve Billboard Music Awards. En los MTV Video Music Awards ha conseguido alzarse con dieciocho galardones, lo que la convierten en la tercera artista con más victorias; además, fue la primera mujer en ser nominada con dos videoclips a Vídeo del Año de manera simultánea (2010). Asimismo, fue la primera receptora del Tricon Award en 2020, un galardón que reconoció su talento e impacto como cantante, actriz, icono de la moda y activista. En los MTV Europe Music Awards ha ganado en un total de doce ocasiones, lo que la convierte en la mujer con más victorias en la historia de la premiación. También fue la primera en obtener el premio al Icono Contemporáneo otorgado por el Salón de la Fama de los Compositores, el cual reconoce el impacto en la cultura pop. Igualmente, fue reconocida por el Grammy Museum con el Jane Ortner Education Award por promover la educación musical entre los jóvenes. Otros de sus reconocimientos incluyen un Bambi, Estrella en Ascenso en 2009 y Mujer del Año en 2015 según Billboard y cinco World Music Awards.
En cuanto al cine y la televisión, ha recibido tres nominaciones a los premios Óscar, una como Mejor Actriz y dos como Mejor Canción Original, de las cuales ganó uno. En la 91.º entrega de los premios Óscar, se convirtió en la primera mujer en ser nominada el mismo año como Mejor Actriz y Mejor Canción Original. Además, ganó el National Board of Review como Mejor Actriz en 2018, así como el Critics' Choice en la misma categoría el mismo año; en esta última premiación también ganó como Mejor Canción Original tras tres nominaciones en la categoría. También ganó en la categoría de Mejor Música Original en los premios BAFTA de 2018, siendo la primera mujer en recibir dicho premio. En los Golden Globe Awards, se alzó como Mejor Actriz de Miniserie o Telefilme en 2016 y como Mejor Canción Original en 2019. Igualmente, ha ganado dos premios Satellite y ha sido nominada en dos ocasiones a los SAG Awards. Otros reconocimientos de la artista incluyen catorce Récords Guinness, el premio a Icono de la Moda otorgado por el Consejo de Diseñadores de Moda de Estados Unidos, dos GLAAD Media Awards, tres premios Brit, cuatro NRJ Music Awards, tres People's Choice Awards, cuatro Premios Oye!, tres Teen Choice Awards, nueve Premios Webby y tres nominaciones a los premios Primetime Emmy.
Por otra parte, se estima que hasta enero de 2016, Gaga ha vendido más de 34 millones de unidades de sus álbumes y 150 millones de sus canciones, lo que la convierten en una de las artistas musicales con mayores ventas de la historia. Sus sencillos «Just Dance», «Poker Face», «Bad Romance», «Telephone», «Born This Way» y «Shallow» son además algunos de los más vendidos de la historia. Igualmente, Gaga ha alcanzado la primera posición del Billboard Hot 100 de los Estados Unidos en un total de seis ocasiones, mientras que en el Billboard 200 lo ha logrado seis veces. Todos sus álbumes como solista han sido certificados con disco de platino por la Recording Industry Association of America (RIAA). En total, las canciones de Gaga suman 85 millones de unidades certificadas en los Estados Unidos, lo que la convierten en la séptima artista y cuarta mujer con mayores ventas de sencillos en el país. Fue la primera mujer en obtener el Digital Diamond Award de la RIAA, es una de las tres artistas con múltiples canciones certificadas diamante y fue la primera en tener dos canciones que superaran las siete millones de copias vendidas en los Estados Unidos. Sus giras y residencias han recaudado más de 500 millones de dólares en venta de entradas, lo que la convierten en la sexta mujer más recaudadora de la historia.

## Discografía
| Álbumes de estudio - 2008: The Fame (reeditado en 2009 como The Fame Monster) - 2011: Born This Way - 2013: Artpop - 2016: Joanne - 2020: Chromatica - 2025: Mayhem | Con Tony Bennett - 2014: Cheek to Cheek - 2021: Love for Sale Bandas sonoras - 2018: A Star Is Born (con Bradley Cooper) - 2022: Top Gun: Maverick (con Lorne Balfe, Harold Faltermeyer y Hans Zimmer) - 2024: Harlequin - 2024: Joker: Folie à Deux (con Joaquin Phoenix) |

## Giras musicales
| Giras - 2009: The Fame Ball Tour - 2009-2011: The Monster Ball Tour - 2012-2013: The Born This Way Ball Tour - 2014: artRAVE: The ARTPOP Ball Tour - 2014-2015: Cheek to Cheek Tour (con Tony Bennett) - 2017-2018: Joanne World Tour - 2022: The Chromatica Ball - 2025-2026: The Mayhem Ball | Residencias - 2014: Lady Gaga Live at Roseland Ballroom - 2018-2022: Lady Gaga: Enigma |

## Filmografía
| Año  | Título                              | Papel             | Notas |
| ---- | ----------------------------------- | ----------------- | --- |
| 2012 | The Zen of Bennett                  | Ella misma        | Cameo |
| 2012 | Katy Perry: Part Of Me              | Ella misma        | Cameo |
| 2013 | Machete Kills                       | La Chamaleón      | Cameo |
| 2014 | Muppets Most Wanted                 | Ella misma        | Cameo |
| 2014 | Sin City: A Dame to Kill For        | Bertha            | Cameo |
| 2015 | Jeremy Scott: The People's Designer | Ella misma        | Cameo |
| 2018 | A Star Is Born                      | Ally Campana      | Nominada como mejor actriz en los Premios Óscar de 2018 Nominada como mejor actriz de drama en los Globo de Oro de 2018 Nominada como mejor actriz en los Premios del Sindicato de Actores de 2018 Nominada como mejor actriz en los BAFTA de 2018 Ganadora como mejor actriz en los Premios de la Crítica Cinematográfica de 2018 Ganadora como mejor actriz por la National Board of Review en 2018 |
| 2021 | House of Gucci                      | Patrizia Reggiani | Nominada como mejor actriz de drama en los Globo de Oro de 2021 Nominada como mejor actriz en los Premios del Sindicato de Actores de 2021 Nominada como mejor actriz en los BAFTA de 2021 Nominada como mejor actriz en los Premios de la Crítica Cinematográfica de 2021 |
| 2024 | Joker: Folie à Deux                 | Harley Quinn      | |

| Año  | Título                                                             | Papel                          | Notas | Ref.    |
| ---- | ------------------------------------------------------------------ | ------------------------------ | --- | ------- |
| 2001 | Los Soprano                                                        | Estudiante                     | Episodio «The Telltale Moozadell» |         |
| 2005 | Boiling Points                                                     | Ella misma                     | |         |
| 2009 | Gossip Girl                                                        | Ella misma                     | Episodio «The Last Days of Disco Stick» |         |
| 2009 | Saturday Night Live                                                | Artista invitada               | Episodio «Ryan Reynolds/Lady Gaga» |         |
| 2010 | Double Exposure                                                    | Ella misma                     | Episodio «No One Can Work Like This» |         |
| 2011 | Lady Gaga Presents the Monster Ball Tour: At Madison Square Garden | Ella misma                     | Especial de HBO |         |
| 2011 | American Idol                                                      | Mentora                        | Décima temporada |         |
| 2011 | Saturday Night Live                                                | Artista invitada               | Episodio «Justin Timberlake/Lady Gaga» |         |
| 2011 | Inside the Outside                                                 | Ella misma                     | Especial de MTV |         |
| 2011 | So You Think You Can Dance                                         | Jurado                         | Octava temporada, tercer episodio |         |
| 2011 | A Very Gaga Thanksgiving                                           | Ella misma                     | Especial de ABC |         |
| 2011 | Dick Clark's New Year's Rockin' Eve                                | Ella misma                     | Especial de ABC |         |
| 2012 | Los Simpson                                                        | Ella misma                     | Episodio «Lisa Goes Gaga» |         |
| 2012 | Opening Act                                                        | Ella misma                     | Episodio «Von & Lady Gaga» |         |
| 2013 | Who the F**K Is Arthur Fogel                                       | Ella misma                     | Especial de Epix |         |
| 2013 | Saturday Night Live                                                | Artista invitada/Presentadora  | Episodio «Lady Gaga» |         |
| 2013 | Lady Gaga and the Muppets' Holiday Spectacular                     | Ella misma                     | Especial de ABC |         |
| 2014 | Tony Bennett and Lady Gaga: Cheek to Cheek Live!                   | Ella misma                     | Especial de PBS |         |
| 2015 | American Horror Story: Hotel                                       | Elizabeth Johnson «La Condesa» | Ganadora como mejor actriz de miniserie o telefilme en los Globos de Oro Nominada como mejor actriz en una serie de drama a los Premios Satellite |         |
| 2016 | Variety Studio: Actors on Actors                                   | Ella misma                     | Cuarta temporada |         |
| 2016 | American Horror Story: Roanoke                                     | Scáthach                       | Recurrente |         |
| 2016 | Saturday Night Live                                                | Artista invitada               | Episodio «Tom Hanks/Lady Gaga» |         |
| 2017 | Gaga: Five Foot Two                                                | Ella misma                     | Documental original de Netflix |         |
| 2017 | RuPaul's Drag Race                                                 | Ella misma                     | Episodio «Oh My Gaga» |         |
| 2020 | Together at Home                                                   | Ella misma                     | Teletón |         |
| 2025 | Wednesday                                                          | Rosaline Rotwood               | Segunda temporada | [ 592 ] |